# Butte County (Kalifornien)
Butte County (/bjuːt ˈkaʊnti/ anhörenⓘ) ist ein County im Norden des US-Bundesstaates Kalifornien. Es liegt im Sacramento Valley und erstreckt sich bis in die Berge der Sierra Nevada. Butte County ist aufgrund seines mediterranen Klimas, des fruchtbaren Bodens und der ausreichenden Wasserversorgung stark landwirtschaftlich geprägt, wobei Reis, Walnüsse und Mandeln heute zu den wichtigsten Anbauprodukten gehören. Die größte Stadt ist Chico, gefolgt von Oroville, dem Verwaltungssitz des Countys.
Butte County wurde 1850 als eines der ursprünglichen Countys Kaliforniens gegründet. Der Name „Butte“ (frz. und engl. für „Spitzkuppe“) bezieht sich auf die kleine vulkanische Bergkette Sutter Buttes, die bei Gründung des Countys noch innerhalb der Countygrenzen lag. Ursprünglich war das Gebiet von dem indigenen Volk der Maidu bewohnt, das dort über Jahrhunderte lebte. Mit dem Kalifornischen Goldrausch ab 1848 kamen zahlreiche Goldsucher in die Region, doch schon in der zweiten Hälfte des 19. Jahrhunderts wurde der Bergbau von der Landwirtschaft als größter Wirtschaftszweig abgelöst.
Neben der Landwirtschaft sind der Bildungs- und der Gesundheitsbereich heute die wichtigsten ökonomischen Sektoren in Butte County. Chico ist Sitz der California State University, Chico, einer der ältesten Hochschulen des kalifornischen State-University-Systems. Darüber hinaus gibt es das Butte College, ein Community College, dessen Hauptcampus etwa auf halbem Weg zwischen Chico und Oroville liegt. Das Enloe Medical Center in Chico dient als regionales medizinisches Zentrum für sechs nordkalifornische Countys und damit für rund 400.000 Menschen.
Butte County bietet zahlreiche Möglichkeiten für den Outdoor-Sport. Ausflügler kommen im Frühling zur Blüte der Wildblumen am Table Mountain nördlich von Oroville. Der Bidwell Park in Chico, einer der größten Stadtparks in den USA, ist bei Wanderern und Mountainbikern beliebt. Am Sacramento River, am Feather River und am Lake-Oroville-Stausee gibt es Möglichkeiten zum Wassersport.

## Geografie

### Lage und Ausdehnung
Butte County liegt im Norden Kaliforniens und gehört zum Northern Sacramento Valley. Es grenzt im Westen an Glenn County, im Nordwesten an Tehama County, im Nordosten an Plumas County und im Süden an Sutter County und Yuba County. Das County-Gebiet erstreckt sich vom kalifornischen Längstal bis in die Berge der Sierra Nevada und umfasst eine Fläche von rund 4.343 Quadratkilometern (1.677 Quadratmeilen). Die Höhenlage reicht von etwa 18 Metern über dem Meeresspiegel im südwestlichen Teil des Countys, nahe dem Sacramento River, bis auf 2.171 Meter (7.124 Fuß) in der Nähe des Humboldt Peak im Nordosten des Countys.

### Geologie

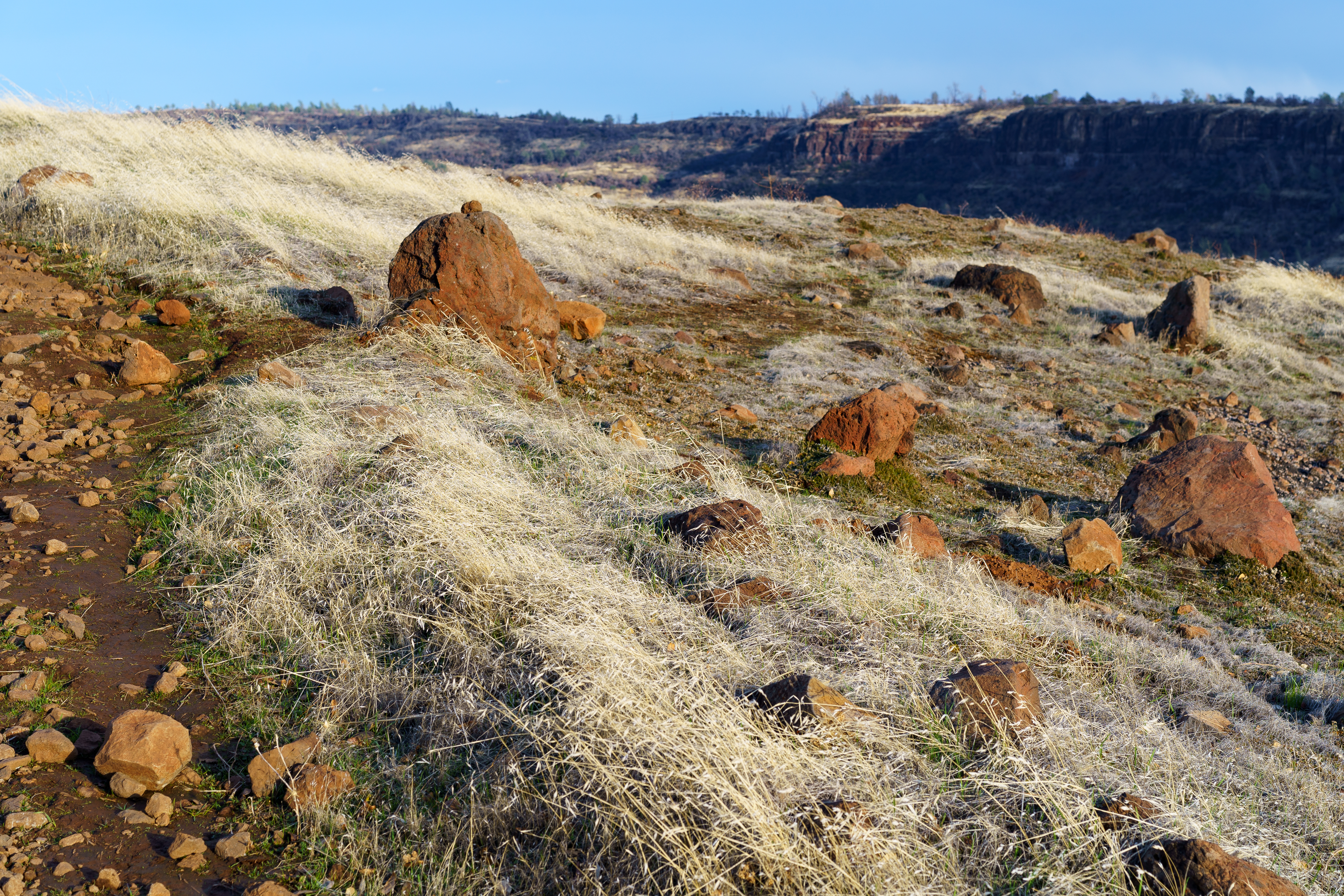
Vulkangestein im Bidwell Park östlich von Chico

Butte County lässt sich geologisch in drei Hauptregionen unterteilen: die Talregion, die Vorberge und das Gebirge. Rund 45 % der Fläche entfallen auf die Talregion, die vor allem aus Sedimenten über einem Grund aus Granit und metamorphen Gesteinen besteht. Die Vorberge bilden eine Übergangszone zwischen Talregion und Gebirge und erstrecken sich über Höhenlagen von etwa 60 bis 1.250 Meter. In diesem Bereich dominieren im Norden und Westen Ablagerungen aus dem Tertiär, während im Osten und Süden deutlich ältere Gesteine aus der Zeit des Paläozoikums und Mesozoikums auftreten. Der östlichste Teil von Butte County ist von Gebirgszügen geprägt, die zur Sierra Nevada gehören. Dort finden sich vor allem magmatische, vulkanische und metamorphe Gesteine, die mehrere hundert Millionen Jahre alt sind.
Die fruchtbaren Böden im westlichen Teil des Countys – also in der Talregion – stammen überwiegend aus alluvialen Sedimenten, die über Jahrtausende durch Flüsse wie den Sacramento River und den Feather River abgelagert wurden. Diese Sedimente bestehen aus nährstoffreichen Tonen, Schluffen und Sanden, die hervorragende Bedingungen für die Landwirtschaft bieten.
Der California Geological Survey stuft Butte County als seismische Gefahrenzone ein, wobei das Erdbebenrisiko sowohl von innerhalb als auch von außerhalb des Countys gelegenen, von SSE nach NNW verlaufenden Verwerfungen ausgeht. Eine der aktivsten dieser Verwerfungen ist die „Cleveland Hills Fault“. Bewegungen an dieser tektonischen Verwerfung lösten im August 1975 8 Kilometer südöstlich von Oroville ein Erdbeben der Stärke 5,7 auf der Momenten-Magnituden-Skala aus.

### Flächennutzung
Von den 4.343 Quadratkilometern Gesamtfläche entfielen im Jahr 2016 rund 189 Quadratkilometer und damit 4 % auf urbanisierte und entwickelte Flächen (d. h. Wohn-, Gewerbe- und Industrieflächen). Die meisten dieser Flächen liegen im Sacramento Valley, während es in den Ausläufern der Sierra Nevada bis auf die Stadt Paradise keine größeren städtischen Siedlungen gibt. Bei den kleineren Ortschaften in den Bergregionen handelt es sich häufig um ehemalige größere Siedlungen aus der Zeit des kalifornischen Goldrauschs, die nach dessen Ende stark an Einwohnern verloren haben.
Der größte Flächenanteil in Butte County entfällt auf das Weide- und Farmland. Das Weideland macht mit rund 1.619 Quadratkilometern 37 % der genutzten Fläche des Countys aus, das Farmland mit rund 961 Quadratkilometern 22 % der Fläche. 93 Quadratkilometer und damit etwa 2 % des Countys sind Wasserflächen. Zu den wichtigsten Oberflächengewässern gehören der Feather River mit seinen Zuflüssen, der Sacramento River, der die westliche Grenze des Countys bildet, sowie der Butte Creek und der Big Chico Creek. „Sonstige Flächen“ machen mit rund 1.481 Quadratkilometern 34 % der Gesamtfläche aus. Diese Kategorie umfasst dünn besiedelte ländliche Wohngebiete, landwirtschaftlich-industrielle Flächen, verstreute gewerbliche Ansiedlungen sowie unbebaute und nicht landwirtschaftlich genutzte Flächen von mehr als 16 Hektar, die vollständig von städtischer Bebauung umgeben sind.

### Orte im County

#### Citys
- Biggs
- Chico
- Gridley
- Oroville

#### Towns
- Paradise

#### Politisch unselbstständige Orte (engl.census-designated places)
| - Bangor - Berry Creek - Butte Creek Canyon - Butte Meadows - Butte Valley | - Cherokee - Clipper Mills - Cohasset - Concow - Durham | - Forbestown - Forest Ranch - Honcut - Kelly Ridge - Magalia | - Nord - Oroville East - Palermo - Rackerby - Richvale | - Robinson Mill - South Oroville - Stirling City - Thermalito - Yankee Hill |

#### Weitere Orte
- Pulga, gemeindefreies Gebiet

### Klima
Durch seine Lage im Sacramento Valley hat Butte County ein mediterranes Klima, das von heißen, trockenen Sommern und milden, feuchten Wintern geprägt ist. Mit 245 Sonnentagen liegt das County deutlich über dem US-Mittelwert von 205 Sonnentagen. Regen – in höheren Lagen auch Schnee – fällt nur in den Wintermonaten. Vom Spätherbst bis zum Beginn des Frühlings kann der Tule fog auftreten, ein dichter Bodennebel, der das kalifornische Längstal von Bakersfield bis Red Bluff über eine Strecke von 650 km bedecken kann und zu den häufigsten Ursachen für Verkehrsunfälle in Kalifornien gehört.
|                       | Jan | Feb | Mär | Apr | Mai | Jun | Jul | Aug | Sep | Okt | Nov | Dez |   |       |
| Mittl. Tagesmax. (°C) | 12  | 12  | 14  | 18  | 23  | 30  | 34  | 33  | 30  | 23  | 15  | 11  | ⌀ | 21,3  |
| Mittl. Tagesmin. (°C) | 4   | 4   | 4   | 7   | 11  | 15  | 18  | 18  | 16  | 11  | 6   | 3   | ⌀ | 9,8   |
|                       |     |     |     |     |     |     |     |     |     |     |     |     |   |       |
| Niederschlag (mm)     | 222 | 305 | 263 | 108 | 26  | 18  | 1   | 4   | 18  | 96  | 221 | 329 | Σ | 1611  |
|                       |     |     |     |     |     |     |     |     |     |     |     |     |   |       |
| Sonnenstunden (h/d)   | 204 | 185 | 180 | 234 | 284 | 319 | 357 | 355 | 330 | 288 | 230 | 203 | ⌀ | 264,5 |
|                       |     |     |     |     |     |     |     |     |     |     |     |     |   |       |
| Regentage (d)         | 8   | 8   | 11  | 5   | 4   | 2   | 0   | 1   | 2   | 3   | 7   | 10  | Σ | 61    |
|                       |     |     |     |     |     |     |     |     |     |     |     |     |   |       |
| Luftfeuchtigkeit (%)  | 70  | 70  | 74  | 64  | 54  | 42  | 32  | 33  | 36  | 43  | 58  | 69  | ⌀ | 53,7  |

| 4 |

| 4 |

| 4 |

| 7 |

| 11 |

| 15 |

| 18 |

| 18 |

| 16 |

| 11 |

| 6 |

| 3 |

| 4 |

| 4 |

| 4 |

| 7 |

| 11 |

| 15 |

| 18 |

| 18 |

| 16 |

| 11 |

| 6 |

| 3 |

| N i e d e r s c h l a g | 222 | 305 | 263 | 108 | 26  | 18  | 1   | 4   | 18  | 96  | 221 | 329 |
|                         | Jan | Feb | Mär | Apr | Mai | Jun | Jul | Aug | Sep | Okt | Nov | Dez |

### Schutzgebiete

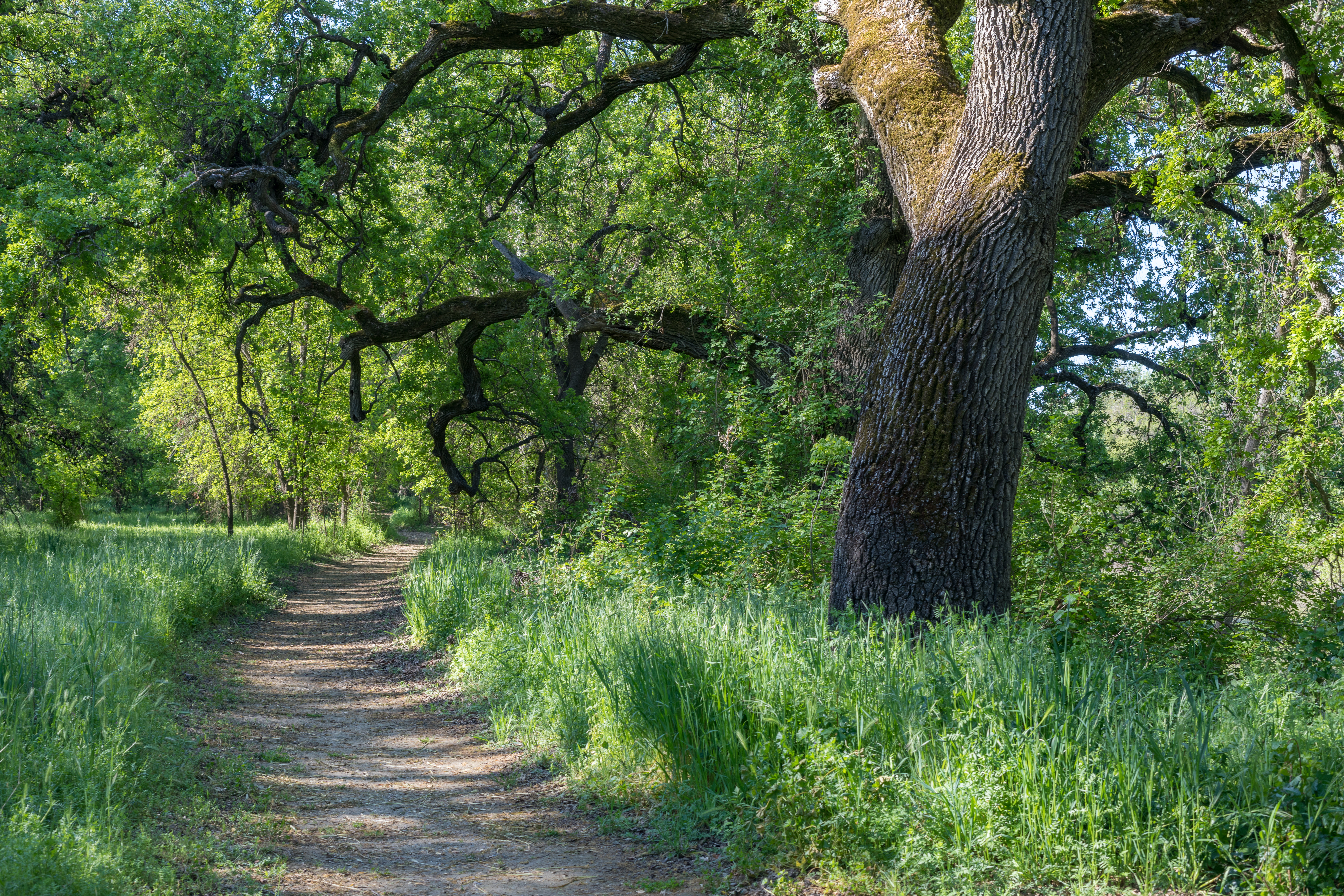
Eichenbestand entlang eines Naturlehrpfades im Bidwell-Sacramento River State Park

Der Bidwell-Sacramento River State Park liegt im Westen von Butte County entlang des Sacramento River und schützt auf einer Fläche von rund 141 Hektar Auenlandschaften und Flussökosysteme. Der Park zeichnet sich durch seine artenreichen Auwälder aus, in denen große Bestände von Kalifornischen Weiß-Eichen (Quercus lobata), Weiden (Salix), Weiß-Erlen (Alnus rhombifolia) und Frémont-Pappeln (Populus fremontii) vorkommen. Der Park schützt eine der letzten verbliebenen natürlichen Auenlandschaften entlang des Sacramento River und bietet zahlreichen heimischen Tierarten und Zugvögeln Schutz und Nahrung.
Die drei Schutzgebiete Butte Creek Ecological Preserve, Butte Creek Canyon Ecological Reserve und Butte Creek House Ecological Reserve liegen im Einzugsgebiet des Butte Creek. Das Butte Creek Ecological Preserve umfasst rund 93 Hektar entlang des Flusses und beherbergt eines der wenigen noch bestehenden Laichgebiete für die im Frühjahr laichenden Königslachse (Oncorhynchus tshawytscha). Das Butte Creek Canyon Ecological Reserve schützt auf etwa 287 Hektar Auwald-Ökosysteme im Canyon des Butte Creek. Weiter flussaufwärts liegt das Butte Creek House Ecological Reserve, das sich über 110 Hektar Feuchtwiesen und Wälder erstreckt und die Quellgebiete des Butte Creek schützt.

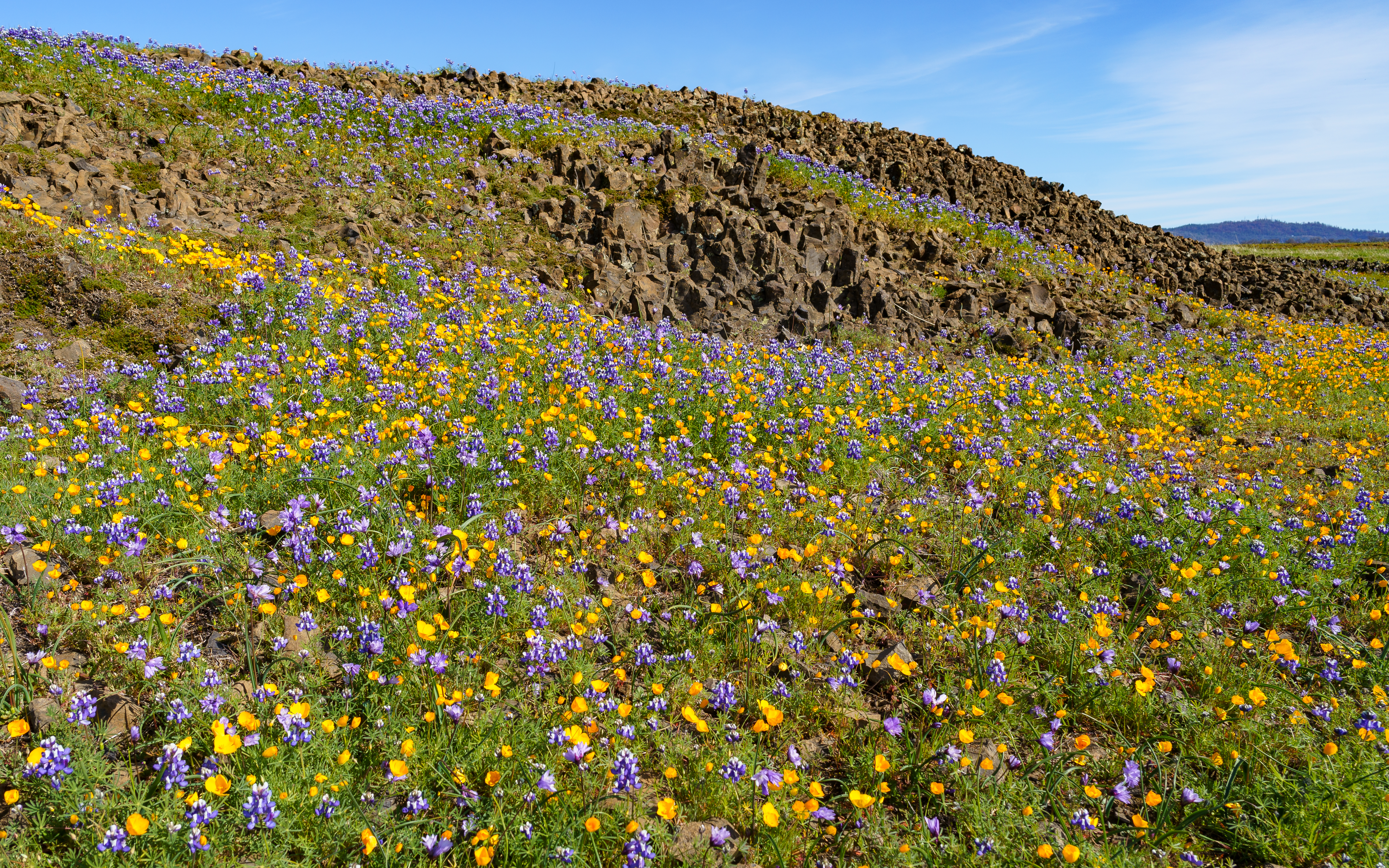
Blüte der Wildblumen auf dem Table Mountain

Das North Table Mountain Ecological Reserve liegt nördlich von Oroville. Das Schutzgebiet umfasst eine Hochebene vulkanischen Ursprungs mit Basaltformationen, saisonalen Bächen und Wasserfällen. In den Frühjahrsmonaten blühen dort zahlreiche Wildblumenarten, darunter Lasthenia californica, Lupinus nanus, Castilleja exserta, Plagiobothrys nothofulvus, Layia fremontii und Limnanthes douglasii. Diese Pflanzenarten sind an die spezifischen Bedingungen der vulkanischen Böden und das saisonale Wasserangebot der Region angepasst. Einige, wie etwa die in Butte County endemische Unterart Limnanthes floccosa ssp. californica (engl. Butte County meadowfoam), kommen ausschließlich in kleinen Gebieten vor, oft in sogenannten „vernal pools“, saisonalen Feuchtgebieten wie denen auf dem Table Mountain. Die North Table Mountain Ecological Reserve bietet mehrere unbefestigte Wanderwege für Ausflügler.

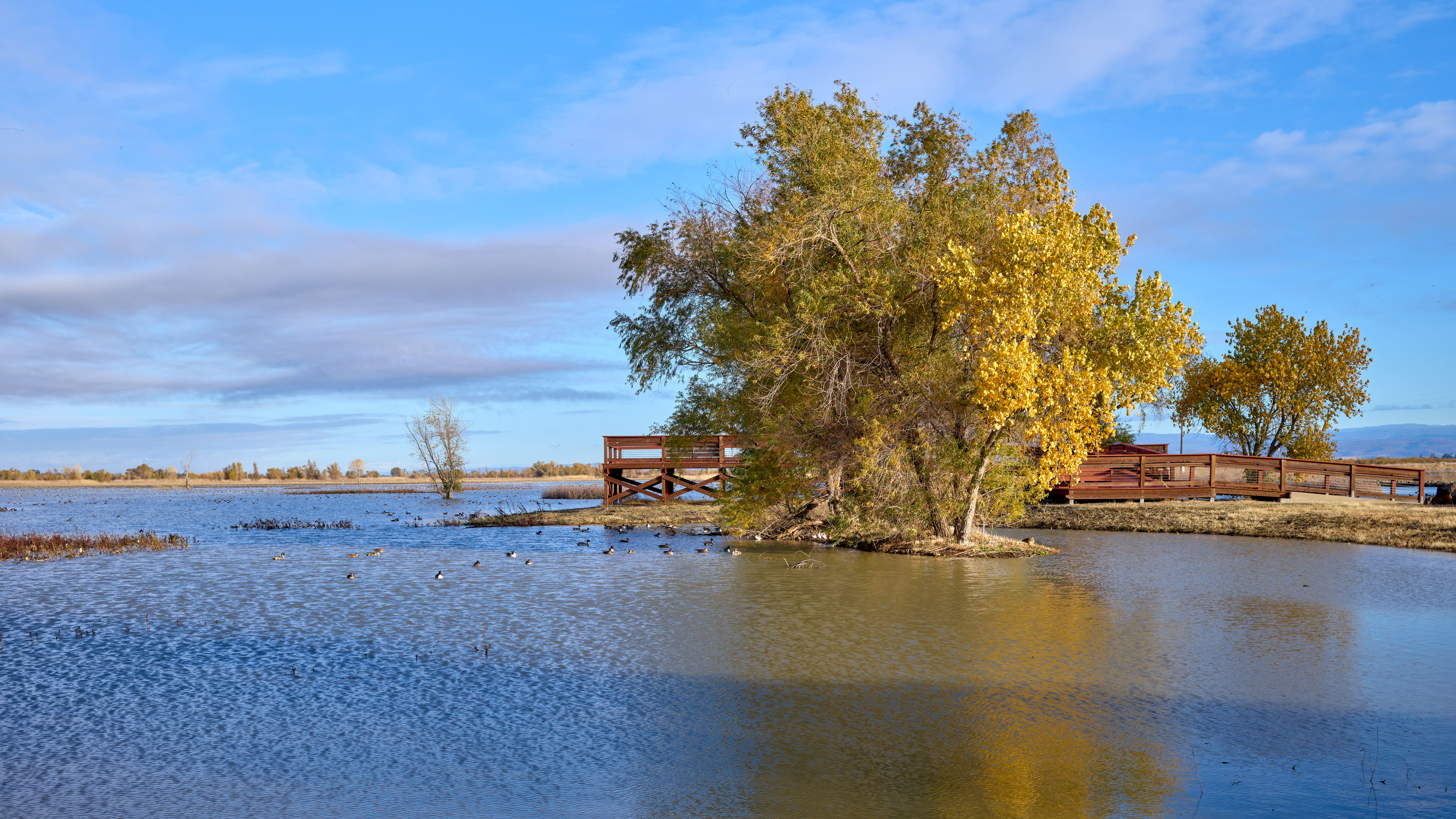
Die Beobachtungsplattform der Llano Seco Unit während der Flutung des Schutzgebiets in den Wintermonaten

Die südlich von Chico gelegene Llano Seco Unit des Sacramento National Wildlife Refuge Complex und die Gray Lodge Wildlife Area westlich von Gridley erhalten Reste der ursprünglichen Feuchtgebiete, Auwälder und Graslandschaften, die früher weite Teile des Sacramento Valley prägten. Sie dienen als Überwinterungs- und Rastgebiete für zahlreiche Zugvogelarten entlang der pazifischen Zugroute („Pacific Flyway“) wie die Schneegans (Anser caerulescens), die Blässgans (Anser albifrons), die Spießente (Anas acuta), die Kanadapfeifente (Mareca americana), die Löffelente (Spatula clypeata) sowie den Kanadakranich (Antigone canadensis). Zudem bieten sie Lebensraum für verschiedene Arten von Greifvögeln wie den Weißkopfseeadler (Haliaeetus leucocephalus), den Rotschwanzbussard (Buteo jamaicensis) und die Wiesenweihe (Circus hudsonius) sowie für verschiedene Amphibien und Fische.

## Bevölkerung

### Bevölkerungsentwicklung
Während des kalifornischen Goldrauschs erlebte Butte County durch den Zuzug von Goldsuchern einen rasanten Bevölkerungszuwachs. Zwischen 1850 und 1860 erhöhte sich die Zahl der Einwohner von rund 3.600 auf über 12.000, was einem Wachstum von rund 239 % entspricht. Bis zum Ende des 19. Jahrhunderts wuchs die Bevölkerung des Countys weitaus weniger schnell; im Jahr 1900 lag die Einwohnerzahl bei rund 17.000.
Durch die Expansion der Landwirtschaft, den Ausbau der Infrastruktur und die Niederlassung von Arbeitsmigranten stieg die Bevölkerungszahl in der ersten Hälfte des 20. Jahrhunderts dann auf rund 65.000 und vervierfachte sich damit knapp bis zum Jahr 1950. In der zweiten Hälfte des 20. Jahrhunderts setzte sich das Wachstum fort: Zwischen 1950 und 2000 wuchs die Bevölkerung von Butte County auf rund 203.000, was etwa einer Verdreifachung entspricht. Ursachen für diesen Anstieg waren unter anderem die Ausweitung städtischer Zentren wie Chico, der Ausbau der California State University und des Gesundheitswesens sowie der allgemeine Trend zur Suburbanisierung, der Menschen aus größeren Städten – insbesondere solche im Rentenalter – in ländlichere Gegenden mit höherer Lebensqualität und erschwinglicherem Wohnraum führte.
Zu Beginn des 21. Jahrhunderts stieg die Bevölkerungszahl zunächst auf rund 212.000 im Jahr 2010 an, bevor ein Bevölkerungsrückgang einsetzte. Dieser ist hauptsächlich auf die verheerenden Waldbrände in Butte County zurückzuführen. Das Camp Fire zerstörte 2018 nahezu die gesamte Stadt Paradise und andere Gemeinden, wobei fast 14.000 Gebäude vernichtet wurden. Die Brände führten zu einem signifikanten Verlust an Wohnraum und zwangen viele Einwohner, die Region zu verlassen. Laut dem Butte County General Plan verringerte sich die Bevölkerung der nicht inkorporierten Gebiete zwischen 2010 und 2019 um rund 19 %, was größtenteils auf die Zerstörungen durch diese Brände zurückzuführen ist.

### Bevölkerungsstruktur
Laut dem United States Census 2020 lag das mittlere Alter der Bewohner von Butte County bei rund 36 Jahren und damit rund vier Jahre unter dem mittleren Alter der Gesamtbevölkerung des Staates Kalifornien. Rund 19 % der Bevölkerung waren zum Zeitpunkt der Befragung 65 Jahre alt oder älter, während diese Zahl in Kalifornien bei rund 16 % lag.
Knapp 19 % der Bevölkerung waren hispanischer oder lateinamerikanischer Herkunft, wobei sich dieser vergleichsweise hohe Anteil unter anderem auf die Beschäftigungsmöglichkeiten in der Landwirtschaft zurückführen lässt. Rund 17 % der Bewohner von Butte County gaben an, zu Hause eine andere Sprache als Englisch zu sprechen. Die ethnische Vielfalt in Butte County ist insgesamt geringer als im Landesdurchschnitt der Vereinigten Staaten. Zwar lag der Anteil der Bevölkerung mit hispanischer oder lateinamerikanischer Herkunft 2020 etwa auf dem nationalen Niveau, andere nicht-weiße Bevölkerungsgruppen waren aber deutlich unterrepräsentiert: Asiatischstämmige machten in Butte County 4,8 % aus, Afroamerikaner 1,6 % und Menschen indigener Herkunft 1,4 %.
Rund 30 % der Einwohner Butte Countys gaben im Jahr 2023 an, einen Bachelor-Abschluss oder einen höheren Studienabschluss zu besitzen. Das mittlere Haushaltseinkommen in Butte County lag im Jahr 2023 bei 63.222 US-Dollar und damit deutlich unter dem mittleren Haushaltseinkommen des Bundesstaates Kalifornien, das im selben Jahr 95.521 US-Dollar betrug. Rund 6 % der Einwohner Butte Countys gaben 2023 an, nicht krankenversichert zu sein.

## Verwaltung, Finanzen und Politik

### Butte County Board of Supervisors

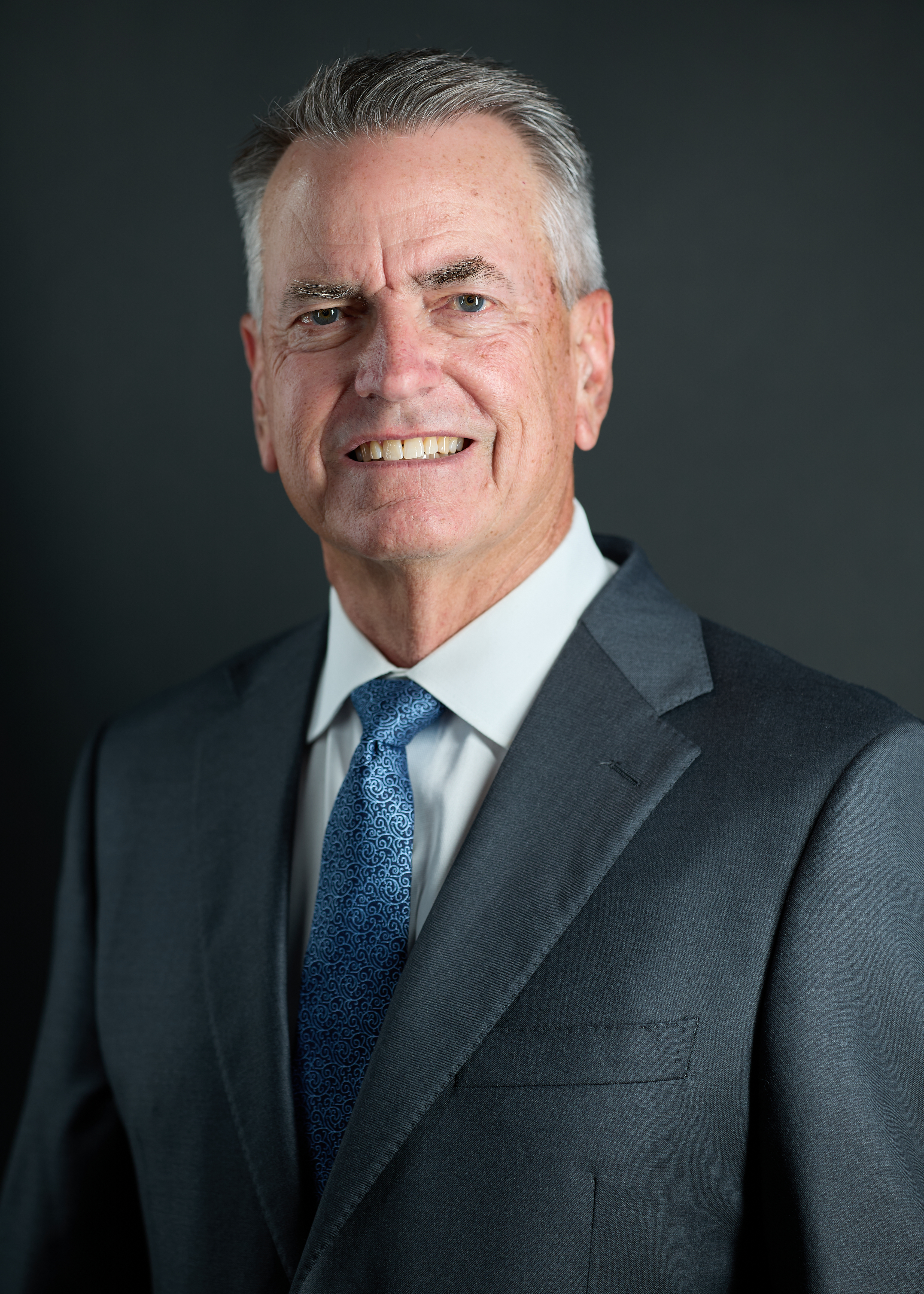
Tod Kimmelshue, Vorsitzender des Butte County Board of Supervisors, im April 2025

Das Butte County Board of Supervisors ist das zentrale Verwaltungs- und Entscheidungsgremium des Countys. Das Gremium besteht aus fünf Mitgliedern, die jeweils einen der fünf Wahlbezirke vertreten und für eine Amtszeit von vier Jahren gewählt werden. Das Board ist unter anderem zuständig für die Verabschiedung des Haushaltsplans und den Erlass lokaler Verordnungen und überwacht die Arbeit der County-Behörden. Neben der politischen Leitung spielt das Gremium auch eine wichtige Rolle bei der regionalen Planung und Entwicklung. Das Board of Supervisors setzt sich (Stand 2025) zusammen aus Bill Connelly (District 1), Peter Durfee (District 2), Tami Ritter (District 3), Tod Kimmelshue (District 4) und Doug Teeter (District 5). Seit dem 14. Januar 2025 fungieren Tod Kimmelshue als Vorsitzender (Chair) und Bill Connelly als stellvertretender Vorsitzender (Vice Chair) des Boards. Das Gremium trifft sich an jedem zweiten und vierten Dienstag des Monats zu einer öffentlichen Sitzung in Oroville.

### Öffentliche Sicherheit und Strafverfolgung
Das Butte County Sheriff’s Office (BCSO) ist die zentrale Strafverfolgungs- und Polizeibehörde für diejenigen Teile von Butte County, die keiner Stadtverwaltung unterstehen. Darüber hinaus übernimmt das Sheriff’s Office auf vertraglicher Basis die polizeilichen Aufgaben für einzelne Städte des Countys, die keine eigene Polizeibehörde unterhalten. Die Polizeiausbildung erfolgt in der Law Enforcement Academy des Butte College in Oroville.
Zu den Aufgaben des Sheriff’s Office gehören die allgemeine Gefahrenabwehr und Strafverfolgung, der Betrieb des County-Gefängnisses in Oroville, der Gerichts- und Gefangenentransport sowie der Schutz öffentlicher Einrichtungen wie Parks und Verwaltungsgebäude. Zudem bietet die Behörde kriminaltechnische Dienstleistungen für kleinere Polizeieinheiten im County an. Eine besondere Rolle spielt das Sheriff’s Office bei der Katastrophenhilfe, insbesondere bei Waldbränden. So war es maßgeblich an den Evakuierungs- und Rettungsmaßnahmen während des Camp Fire beteiligt.
Das Sheriff’s Office verfügt über mehrere Außenstellen, unter anderem in Chico und Magalia. Die Behörde wird von einem gewählten Sheriff geleitet. Seit 2014 bekleidet Kory L. Honea dieses Amt. Honea ist gleichzeitig der Coroner von Butte County und als solcher zuständig für die Untersuchung aller ungewöhnlichen und unklaren Todesfälle im County.

### Finanzen
Der aktuelle Finanzplan des Haushaltsjahres 2025–26 weist für Butte County Einnahmen und Ausgaben in Höhe von jeweils 1,1 Milliarden US-Dollar aus. Der am 24. Juni 2025 vom Butte County Board of Supervisors verabschiedete Haushaltsplan enthält zum ersten Mal Einnahmen aus der „Measure H“, einer allgemeinen Umsatzsteuererhöhung um einen Prozentpunkt, für die sich die Wählerinnen und Wähler von Butte County im November 2024 ausgesprochen hatten. Die erwarteten Mehreinnahmen durch Measure H belaufen sich auf jährlich 44 Millionen US-Dollar. Von diesen sollen 59 % für öffentliche Sicherheit (z. B. Sheriff, Staatsanwaltschaft, Feuerwehr), 21 % für Rücklagen, 11 % zur Stabilisierung des Haushalts und 9 % für Bibliotheken ausgegeben werden.
Von dem gegenüber dem Vorjahr um 53,4 Millionen US-Dollar höheren Gesamtbetrag von 1,1 Milliarden US-Dollar kann das County nur über etwa 19 % direkt verfügen, der Rest ist durch staatliche oder bundesstaatliche Vorgaben gebunden. Dabei entfallen von den für das Haushaltsjahr 2025–26 geplanten Ausgaben 92,9 Millionen auf das Sheriff’s Office, 22,7 Millionen auf die Staatsanwaltschaft, 39,2 Millionen auf die Feuerwehr, 64,4 Millionen auf die Finanzierung von Katastrophenhilfen und Straßenprojekten, 103,6 Millionen auf die Stadtentwicklung, 5,6 Millionen auf Bibliotheken, sowie 100,5 Millionen auf Großprojekte wie Gebäude, Sicherheitstechnik und Kommunikationsanlagen.

### Vertretung auf Bundes- und Landesebene
In der California State Assembly wird Butte County aktuell (Stand 2025) durch den Republikaner James Gallagher (3. Wahldistrikt) vertreten. Im California State Senate vertritt die Republikanerin Megan Dahle (1. Wahldistrikt) das County. Auf Bundesebene vertritt der Republikaner Doug LaMalfa Butte County im Repräsentantenhaus des 119. Kongresses, während die beiden Demokraten Alex Padilla und Adam Schiff Kalifornien und damit auch Butte County im Senat der Vereinigten Staaten vertreten.

### Wahlergebnisse bei Präsidentschafts- und Gouverneurswahlen
Butte County ist das County in Kalifornien mit dem ausgeglichensten Verhältnis zwischen Anhängern der Republikanischen Partei und der Demokratischen Partei. Im Oktober 2020 waren 35,7 % der Wahlberechtigten als Anhänger der Demokraten und 35,8 % als Anhänger der Republikaner registriert; die übrigen 28,5 % waren als Anhänger einer der kleineren Parteien in den USA registriert oder hatten es abgelehnt, bei ihrer Wählerregistrierung eine Parteipräferenz anzugeben. Während die Wähler in Butte County bei der Präsidentschaftswahl 2020 mit einer knappen Mehrheit von 49,6 % noch für Joe Biden gestimmt hatten, stimmten in der Präsidentschaftswahl 2024 49,9 % der Wähler in Butte County für Donald Trump. Allerdings tendiert die Mehrheit traditionell eher zu den Republikanern – in 10 der 12 letzten Präsidentschaftswahlen vor 2020 lagen die Kandidaten der Republikanischen Partei vorn.
In der Recallwahl des Gouverneurs in Kalifornien 2021 sprachen sich 54,4 % der Wähler in Butte County für die Abwahl des Demokraten Gavin Newsom aus, während sich die Mehrzahl der kalifornischen Wähler gegen seine Abwahl entschied. In der regulären Wahl zum Gouverneur stimmten die Wähler in Butte County ein Jahr später mit 56,5 % für den republikanischen Kandidaten Brian Dahle und damit erneut gegen Newsom.

## Geschichte

### Das Volk der Maidu

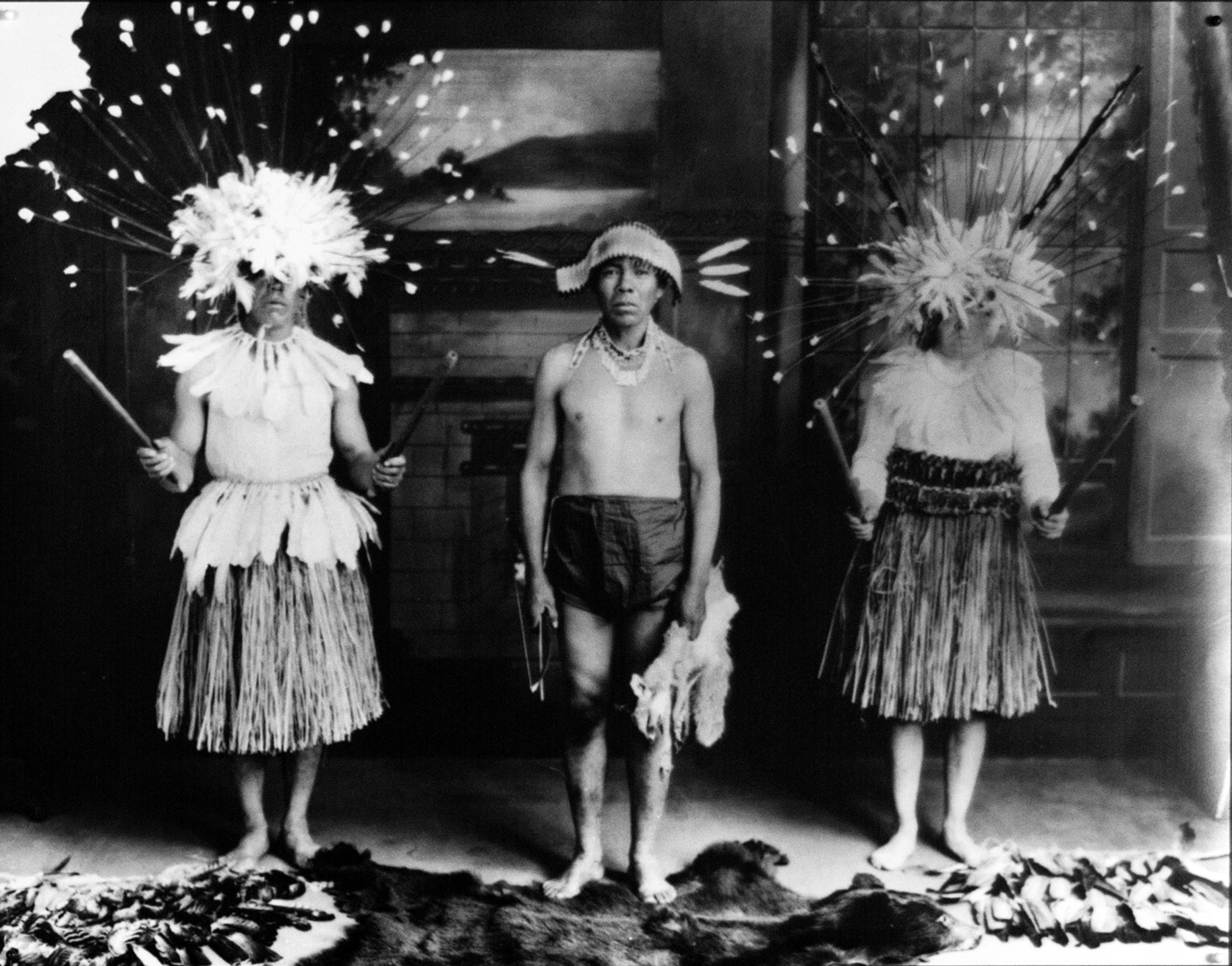
Herbert Young, George Nye und Dewey Conway in der traditionellen „Big Head“-Tanzkleidung der Maidu, zwischen 1890 und 1920

Lange vor der Ankunft weißer Kolonisten lebte das Volk der Maidu im Gebiet des heutigen Butte County. Die „Mountain Maidu“ siedelten entlang des Oberlaufs des Feather River in der Sierra Nevada, während die „Valley Maidu“ das tiefer gelegene Gebiet des Sacramento Valley rund um den unteren Feather River besiedelten. Die Maidu lebten traditionell in Dörfern, die meist an Flüssen oder Bächen lagen. Sie ernährten sich hauptsächlich durch das Sammeln von Eicheln, die zu Mehl verarbeitet wurden, sowie durch Jagen und Fischen. Ihre Häuser bestanden typischerweise aus einer Rahmenkonstruktion, die mit Zweigen, Rinde oder Gras bedeckt war. Die Maidu verfügten über eine reiche mündliche Überlieferung, in der Mythen und Geschichten von Generation zu Generation weitergegeben wurden. Das Handbook of North American Indians gibt die Zahl der Maidu für das Jahr 1846 mit 8.000 an.

### Mexikanische Provinz und Ankunft der ersten Weißen
Luis Antonio Argüello (1784–1830), der spätere mexikanische Gouverneur von Alta California, führte 1820 eine Expedition durch das Gebiet des heutigen Butte County, das nominell zum Vizekönigreich Neuspanien gehörte. Während dieser Erkundung gab er dem Feather River den Namen „Río de las Plumas“ (dt. „Fluss der Federn“), inspiriert durch Wildtaubenfedern, die auf dem Wasser trieben. Mit der mexikanischen Unabhängigkeit von Spanien im Jahr 1821 fiel Alta California und damit auch das spätere Butte County an Mexiko.

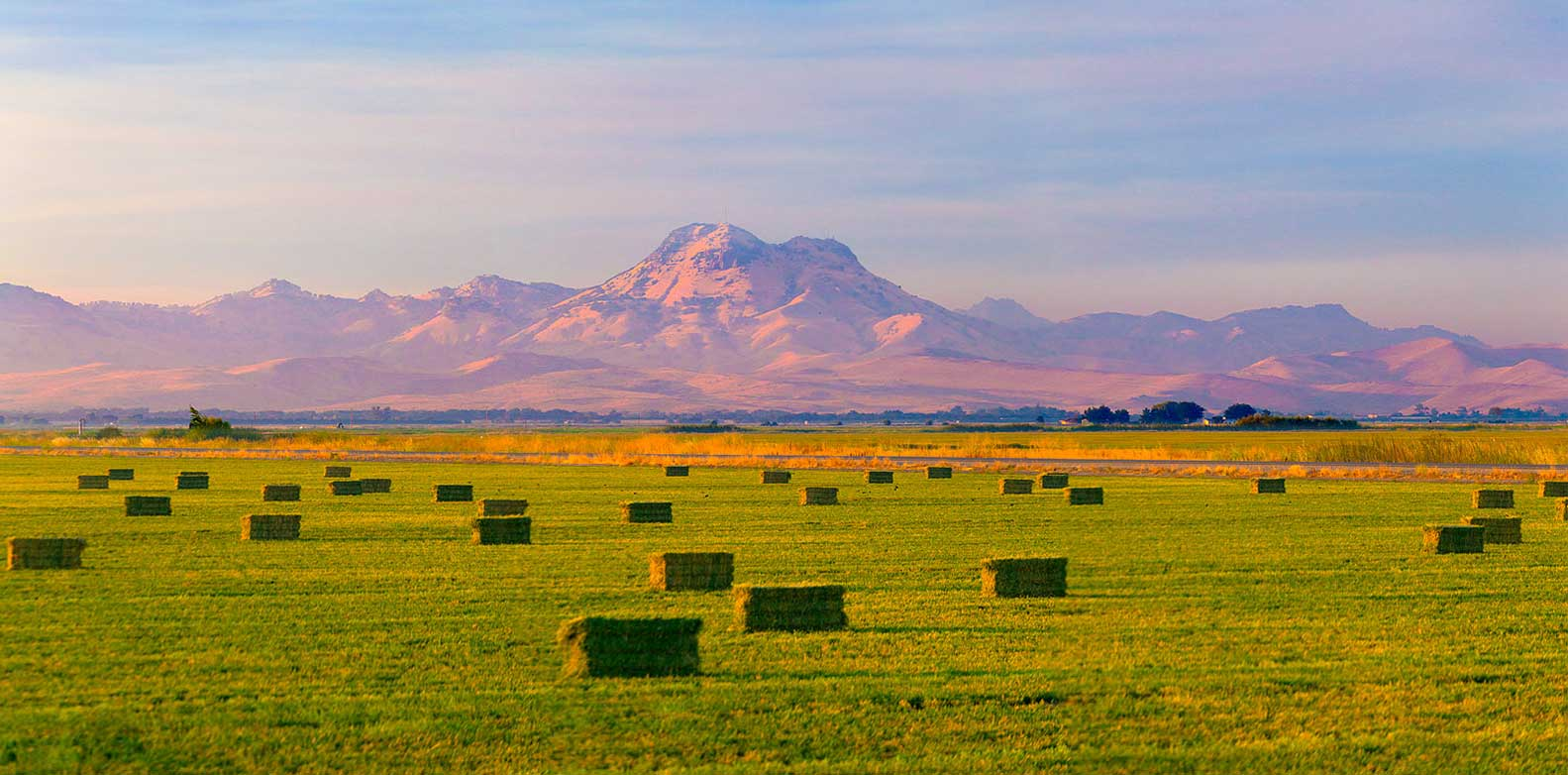
Ansicht der Sutter Buttes von Norden (2017)

Der erste Amerikaner, der in das Gebiet des heutigen Butte County kam, war der Pelztierjäger und Entdecker Jedediah Smith (1798–1831). Er erkundete die Region 1828 auf einer Expedition mit dem Ziel, neue Jagdgebiete und Handelsrouten zu erschließen. In den 1830er Jahren führte der für die Hudson’s Bay Company arbeitende franko-kanadische Trapper Michel LaFramboise (1793–1865) mehrere Expeditionen in den Nordwesten Alta Californias durch, darunter auch in das Gebiet des heutigen Butte County. Er war es, der dem kleinen Gebirgszug Sutter Buttes seinen Namen gab, von dem später der Name des Countys abgeleitet wurde.
Ab den frühen 1840er Jahren vergab die mexikanische Regierung größere Ländereien (sogenannte „Ranchos“) an weiße Kolonisten, um die Besiedlung und landwirtschaftliche Nutzung der Provinz zu fördern. Die Besitzer dieser Ranchos hielten große Viehherden und konzentrierten sich hauptsächlich auf die Produktion von Häuten und Talg. Mit dem Vertrag von Guadalupe Hidalgo am Ende des Mexikanisch-Amerikanischen Krieges und der Abtretung Kaliforniens an die USA endete auch die Zeit des späteren Butte County als Teil der mexikanischen Provinz Alta California.

### Butte County während des Kalifornischen Goldrauschs
Der Kalifornische Goldrausch brachte für die Region des heutigen Butte County einen raschen wirtschaftlichen Aufschwung und führte zur Gründung zahlreicher Siedlungen. Ab 1848 strömten Tausende von Goldsuchern in die Region, insbesondere entlang des Feather River und seiner Nebenflüsse. Der plötzliche Bevölkerungszuwachs und die damit verbundene rasante wirtschaftliche Entwicklung hatten massive Eingriffe in die Landschaft zur Folge: Die Abholzung großer Waldflächen, die Umleitung von Flussläufen und die großflächige Zerstörung von Böden durch den Bergbau prägten das Gebiet dauerhaft. Die indigenen Maidu wurden während des Goldrauschs durch gewaltsame Landnahme und eingeschleppte Krankheiten massiv dezimiert.

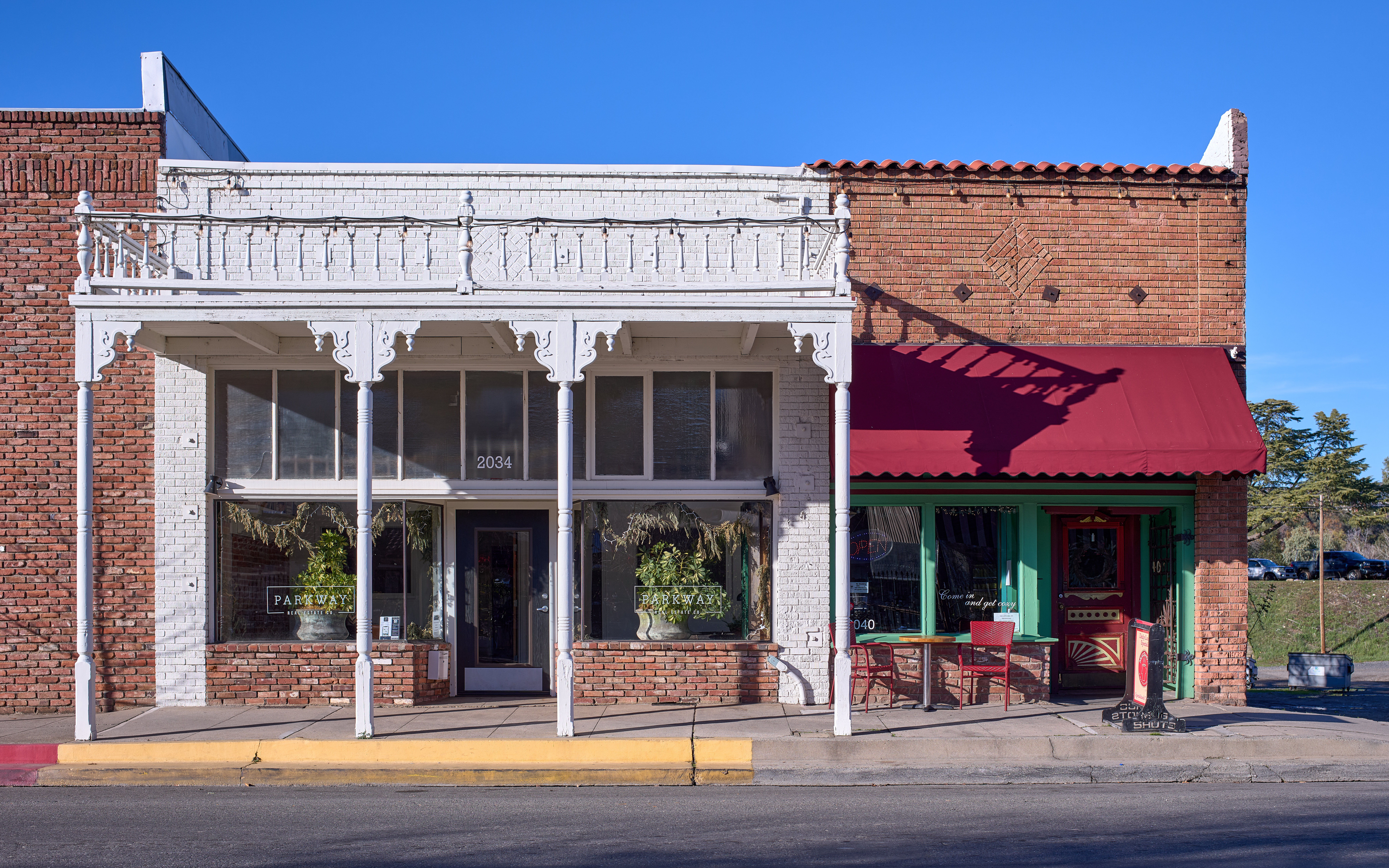
Häuser im Old Oroville Commercial District, der sein typisches Erscheinungsbild seit dem Ende des 19. Jahrhunderts weitestgehend erhalten hat

Zu den größten und bedeutendsten Goldgräberstädten in der Region gehörte Ophir City. Gegründet um 1850, lag der Ort strategisch günstig am Zusammenfluss mehrerer bedeutender Wasserwege und diente als Handels- und Versorgungszentrum. Die Stadt wuchs rasch, profitierte von den reichen Goldfunden in der Region und beherbergte eine Vielzahl von Geschäften, Hotels, Saloons und Lagerhäusern. Ein verheerender Brand im Jahr 1856 zerstörte große Teile der Siedlung. In der Folge wurde die Stadt wieder aufgebaut und erhielt später den Namen Oroville, der von „oro“, dem spanischen Wort für Gold, abgeleitet ist.
Im Jahr 1850 wurde Kalifornien zu einem Bundesstaat der Vereinigten Staaten und die ersten 27 Countys des Bundesstaates wurden gegründet, darunter auch Butte County. Ursprünglich umfasste es auch das gesamte Gebiet des heutigen Plumas County, die Hälfte des heutigen Lassen County sowie Teile der heutigen Countys Tehama, Colusa und Sutter. Das schnelle Bevölkerungswachstum infolge des Goldrauschs machte es jedoch erforderlich, die Verwaltungsstrukturen näher an die Siedlungen und die sich entwickelnden wirtschaftlichen Zentren zu bringen. Deshalb verlor Butte County in einer Gebietsreform vier Jahre später rund zwei Drittel seiner Fläche und erhielt seine heutigen Grenzen. Im Zuge dieser Änderung fielen die namensgebenden Sutter Buttes an Sutter County.

### Der Aufstieg Butte Countys zur Agrarregion

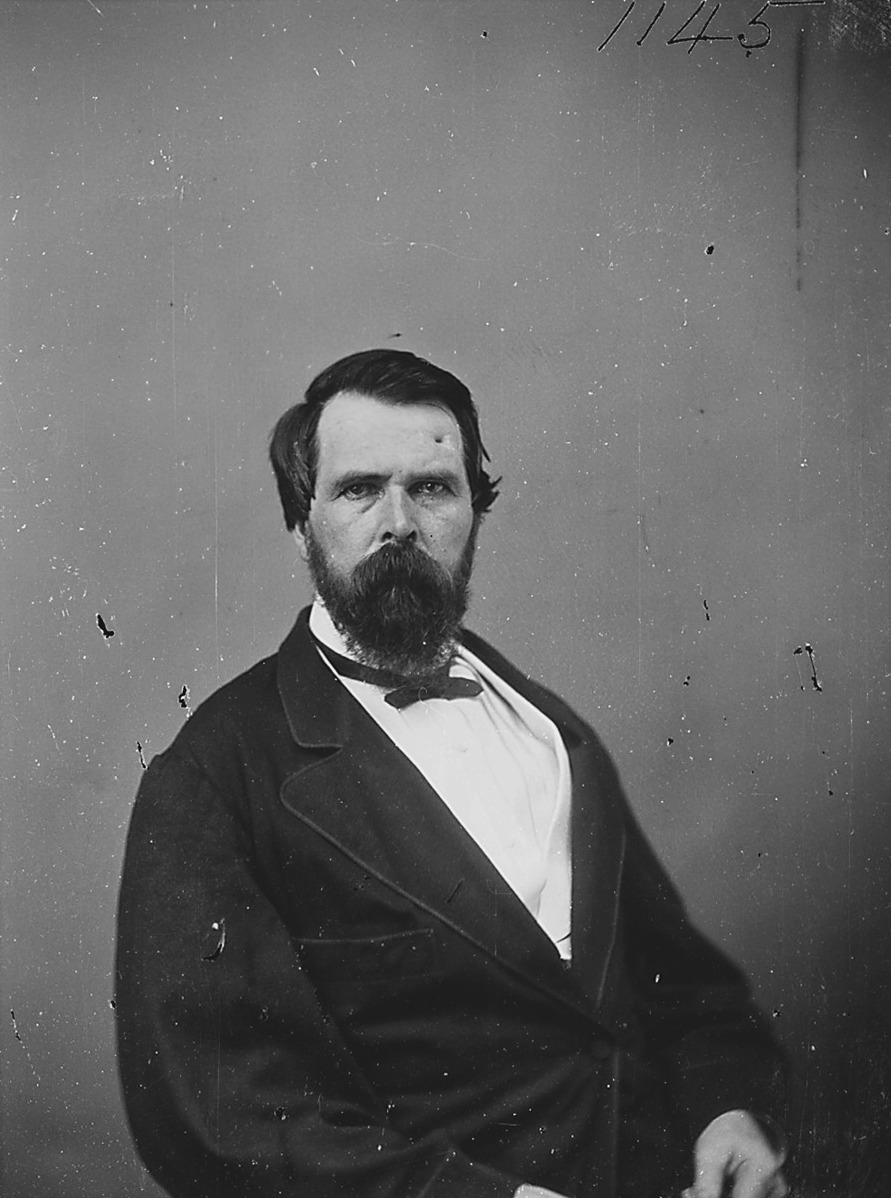
John Bidwell in einer Aufnahme aus der Zeit zwischen 1860 und 1865

Bei der Entwicklung des Countys in der zweiten Hälfte des 19. Jahrhunderts spielte John Bidwell (1819–1900) eine herausragende Rolle. Bidwell war einer der Anführer der Bartleson-Bidwell Party, der ersten Gruppe von Kolonisten, die über Land nach Kalifornien kam und dabei die Sierra Nevada von Ost nach West überquerte. Nach seiner Ankunft in Kalifornien arbeitete Bidwell zunächst für den mexikanischen Gouverneur und wurde dann Verwalter auf Sutter’s Ranch im unteren Sacramento Valley. In dieser Zeit nahm er auch am Goldrausch teil und entdeckte 1848 eines der ersten Goldvorkommen im heutigen Butte County, das später als Bidwell’s Bar bekannt wurde und ihm zu erheblichem Reichtum verhalf.
Bidwell spielte eine zentrale Rolle beim Aufbau der Landwirtschaft in Butte County und trug maßgeblich dazu bei, die Region von einem reinen Goldgräbergebiet zu einem landwirtschaftlichen Zentrum zu entwickeln. Auf seiner Rancho del Arroyo Chico führte er moderne Anbaumethoden ein und experimentierte erfolgreich mit verschiedenen Feldfrüchten, darunter Weizen, Gerste und Mais. Bidwell war einer der ersten, der im großen Stil Obstbäume pflanzte, insbesondere Pfirsiche, Äpfel und Zitrusfrüchte. Durch den Einsatz von Bewässerungssystemen und mechanisierten Geräten modernisierte er seinen landwirtschaftlichen Betrieb und machte ihn zu einem der produktivsten im nördlichen Kalifornien. Seine Erfolge dienten als Vorbild für Andere und trugen wesentlich zur dauerhaften wirtschaftlichen Entwicklung von Butte County bei.
Im Zuge der landwirtschaftlichen Entwicklung von Butte County wuchs der Bedarf an effizienten Transportwegen, um landwirtschaftliche Erzeugnisse zu den Märkten in anderen Teilen Kaliforniens und darüber hinaus zu bringen. 1870 wurde die California and Oregon Railroad bis nach Chico verlängert, was den Export landwirtschaftlicher Produkte erheblich erleichterte. Der Anschluss an das Eisenbahnnetz trug dazu bei, dass sich Oroville und Chico zu wichtigen Handelszentren entwickelten und die Landwirtschaft des Countys weiter florierte.

### Das 20. Jahrhundert

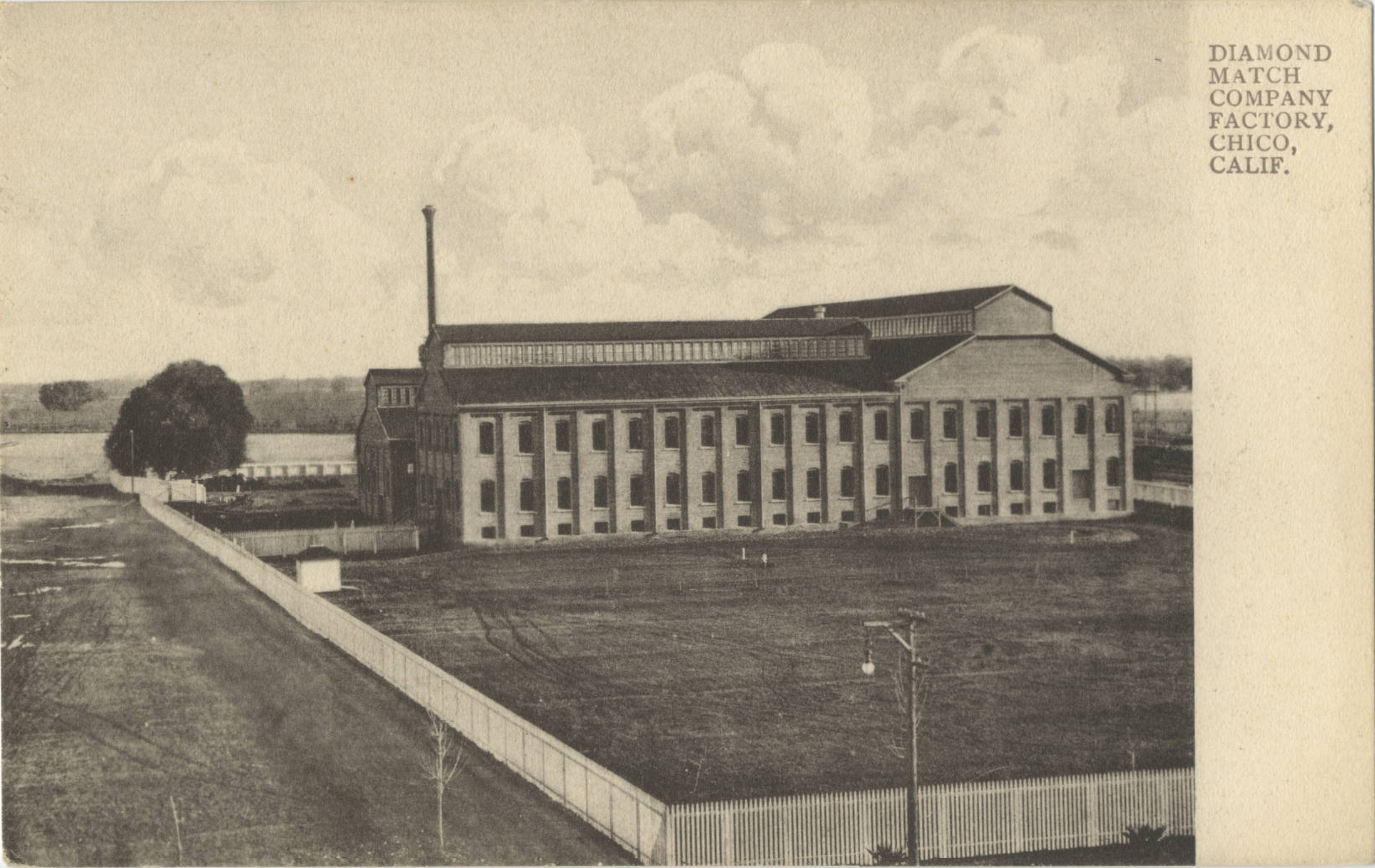
Fabrikgebäude der Diamond Match Company in Chico auf einer Postkarte, um 1909

Mit der zunehmenden Besiedlung und dem Bedarf an Bauholz für Bergbau, Städte und Eisenbahnprojekte entwickelte sich die Holzindustrie zu einem wichtigen Wirtschaftszweig. Die großen Waldgebiete in den Ausläufern der Sierra Nevada boten reichlich Rohmaterial. Die ersten dreißig Jahre des 20. Jahrhunderts gelten als die Blütezeit der Holzindustrie in Butte County. Zahlreiche Sägewerke entstanden, darunter bedeutende Anlagen in Stirling City, das 1903 von der Diamond Match Company gegründet wurde. Stirling City war eines der wichtigsten Zentren der Holzverarbeitung im County und diente als Umschlagplatz für Holz, das über eine eigens gebaute Eisenbahnlinie (der Butte County Railroad) nach Chico transportiert wurde.
Um die Wende vom 19. zum 20. Jahrhundert erlebte die Landwirtschaft in Butte County einen tiefgreifenden Strukturwandel. Während in Kalifornien bis 1890 noch Viehzucht und Getreideanbau, insbesondere Weizen, dominierten, verlagerte sich der Schwerpunkt zunehmend auf den Anbau von Zitrusfrüchten, Obst, Walnüssen, Mandeln und Reis. Diese Entwicklung wurde durch den Ausbau moderner Bewässerungssysteme begünstigt und ermöglichte eine intensivere Nutzung der landwirtschaftlichen Flächen. Der Anbau von Dauerkulturen und die Integration in nationale und internationale Agrarmärkte führten dazu, dass Butte County sich als  bedeutende Agrarregion Nordkaliforniens etablierte.

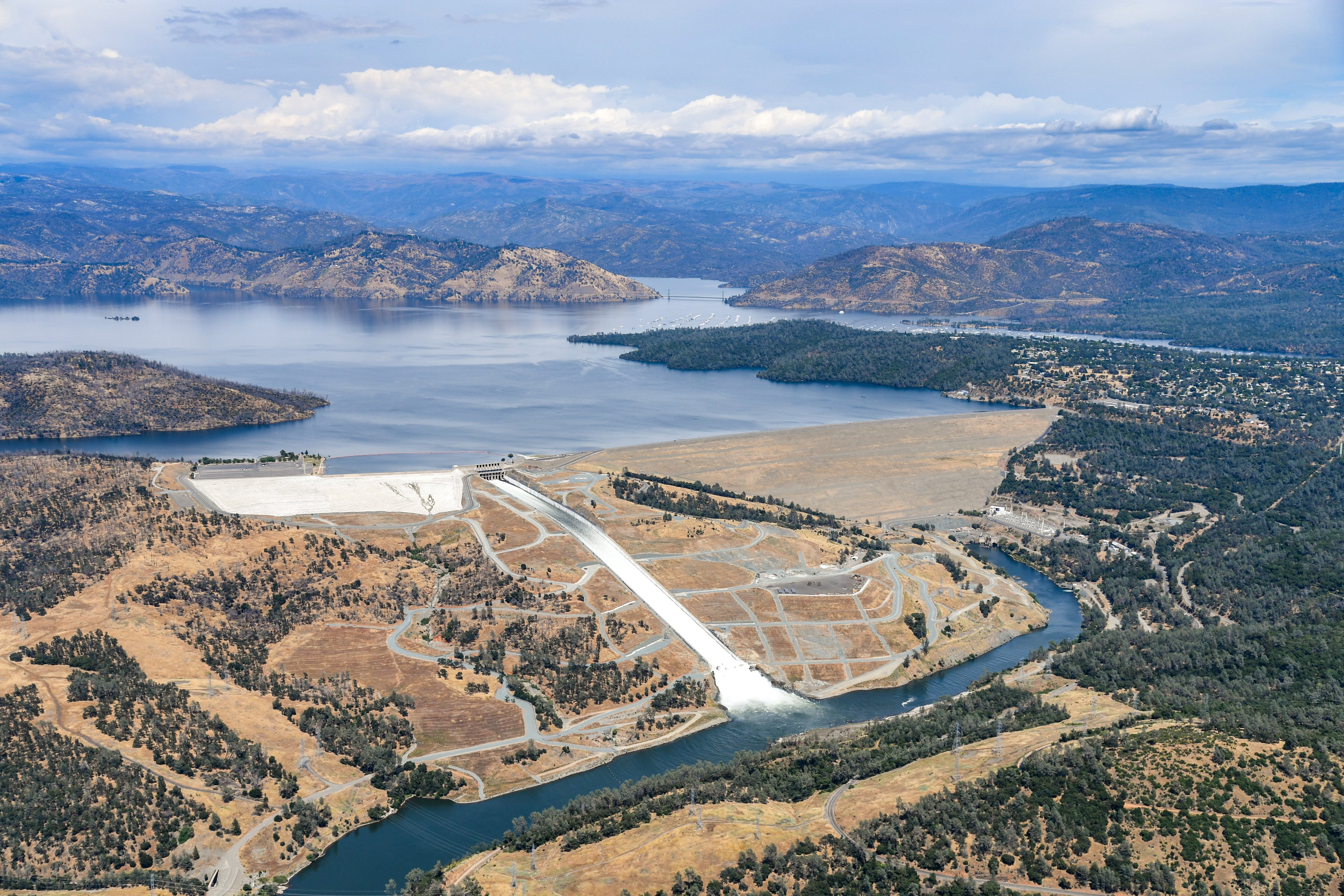
Oroville Dam und Lake Oroville in einer Luftaufnahme aus dem Jahr 2024

Der Bau des Oroville Dam war eines der größten Infrastrukturprojekte in der Geschichte Kaliforniens und hatte tiefgreifende Auswirkungen auf Butte County. 1961 begann der Bau des Staudamms am Feather River, der im Mai 1968 eingeweiht wurde. Der Oroville Dam ist mit einer Höhe von 230 Metern der höchste Staudamm der Vereinigten Staaten und bildet das Herzstück des California State Water Project. Der Stausee, Lake Oroville, stellt die Wasserversorgung großer Teile Kaliforniens sicher, liefert hydroelektrische Energie und dient dem Hochwasserschutz. Für Butte County bedeutete das Projekt wirtschaftliche Impulse durch den Bau selbst sowie eine langfristige Sicherung der Wasserversorgung, was die landwirtschaftliche Entwicklung und das Wachstum der Region entscheidend förderte.
Im Verlauf des 20. Jahrhunderts entwickelte sich die California State University, Chico zu einem wichtigen Wirtschaftsfaktor für Chico und die gesamte Region; sie schuf zahlreiche Arbeitsplätze und trug wesentlich zur kulturellen und gesellschaftlichen Entwicklung von Butte County bei. Die Hochschule, die 1887 als „Normal School“ zur Ausbildung von Lehrkräften gegründet worden war, erlebte insbesondere in der zweiten Hälfte des 20. Jahrhunderts ein starkes Wachstum. Während der 16-jährigen Amtszeit von Universitätspräsident Glenn Kendall (1950–1966) stieg die Zahl der Studierenden von 1.540 auf nahezu 6.000, und die Zahl der Lehrkräfte wuchs von 78 auf 305. Mit der Integration in das California State University System im Jahr 1972 weitete sich das Studienangebot erheblich aus und zog Studierende aus ganz Kalifornien und darüber hinaus an. Im Herbst 1990 waren mehr als 16.000 Studierende an der Universität in Chico eingeschrieben.

### Das 21. Jahrhundert

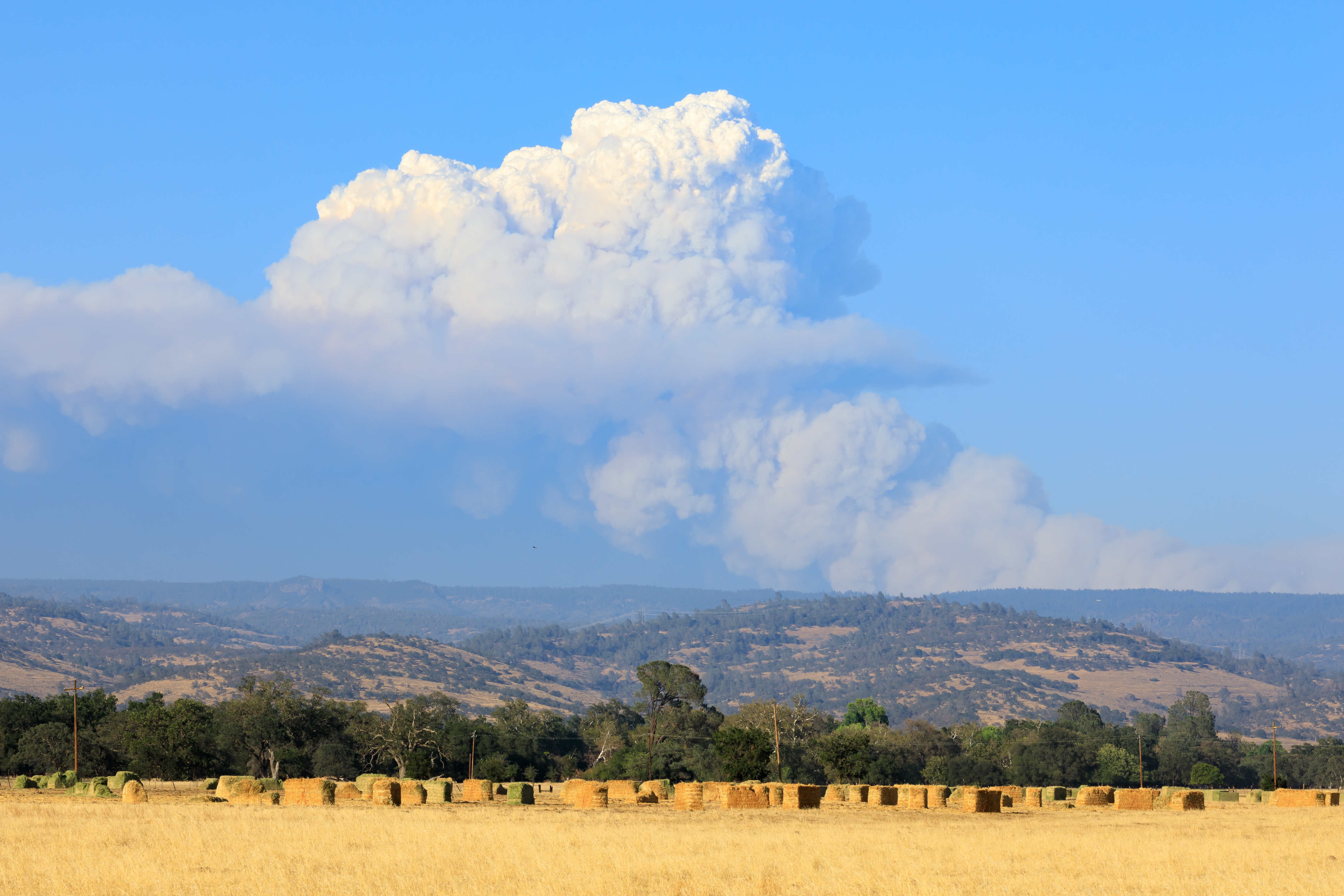
Pyrocumulus (Feuerwolke), verursacht durch das Dixie Fire im Juli 2021

Im 21. Jahrhundert ist die Geschichte Butte Countys von Herausforderungen im Zuge der Globalen Erwärmung geprägt. Besonders einschneidend war das Camp Fire im November 2018, das als verheerendster und tödlichster Waldbrand in der jüngeren Geschichte Kaliforniens gilt und in dessen Verlauf die Stadt Paradise nahezu vollständig zerstört wurde. Nur drei Jahre später, im Sommer 2021, brach das Dixie Fire aus, das sich zu einem der größten Brände in Kalifornien entwickelte und weite Teile des nordöstlichen Butte County sowie angrenzende Regionen verwüstete. Auch das Park Fire im Jahr 2024 verwüstete große Flächen des Countys. Diese wiederholten Großbrände verdeutlichen die zunehmende Bedrohung durch extreme Wetterbedingungen und Trockenperioden infolge des Klimawandels, die die Feuergefahr in der Region erheblich verstärken.

## Kultur und Sehenswürdigkeiten

### Museen und Theater

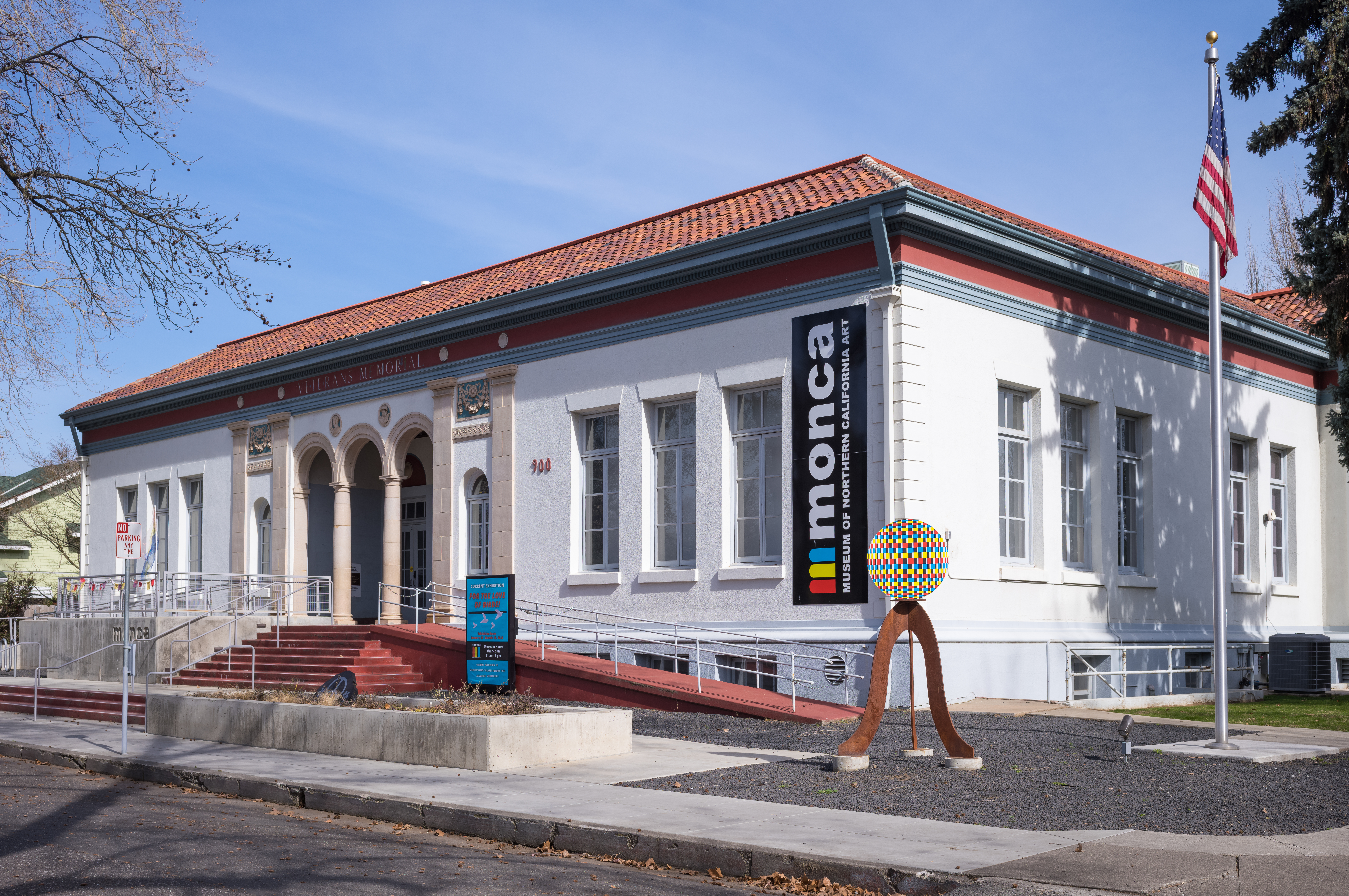
Das Museum of Northern California Art in Chico

Aufgrund seiner abgelegenen Lage in einem ländlichen Teil Nordkaliforniens bietet Butte County ein deutlich überschaubareres kulturelles Angebot als beispielsweise die San Francisco Bay Area. In Chico hat es sich das Museum of Northern California Art zur Aufgabe gemacht, Künstler aus Nordkalifornien durch seine Sammlungen, Ausstellungen und Bildungsangebote stärker ins öffentliche Bewusstsein zu rücken. Ein großer Teil seiner Sammlung stammt aus einer Schenkung des lokalen Mäzens Reed Applegate; sie umfasst unter anderem Werke von Künstlern, die dem Bay Area Figurative Movement aus der Mitte des 20. Jahrhunderts zugerechnet werden. Das Janet Turner Print Museum auf dem Campus der California State University, Chico, ist auf Druckgrafik spezialisiert. Mit seinen über 4.000 Exponaten fördert es den Zugang zur Kunst durch wechselnde Ausstellungen, Bildungsprogramme und Veranstaltungen rund um die Druckgrafik. Darüber hinaus gibt es in Chico noch eine Reihe kleinerer Museen wie etwa das 1993 eröffnete National Yo-Yo Museum oder das 2005 eröffnete Chico Air Museum in einem Hangar des Flughafens außerhalb der Stadt.
Das Laxson Auditorium ist eine Veranstaltungshalle für Live-Darbietungen auf dem Campus der Universität in Chico. Es verfügt über 1.337 Sitzplätze und präsentiert jährlich über 100 Aufführungen von Künstlern aus aller Welt in den Bereichen Musik, Tanz, Theater und Vorträge. In Paradise gibt es zudem mit dem Theatre on the Ridge ein kleines Theater, das als ältestes kontinuierlich bespieltes Community-Theater im Sacramento Valley nördlich von Sacramento gilt. Es bietet ein Programm aus klassischen Stücken, zeitgenössischen Dramen und Komödien, die von lokalen Schauspielern aufgeführt werden.

### Kulturdenkmale
Insgesamt 26 Bauwerke und historische Stätten des Countys sind im National Register of Historic Places verzeichnet. In Oroville ist der 1863 erbaute Oroville Chinese Temple hervorzuheben. Er diente als religiöses, kulturelles und soziales Zentrum für die chinesischen Einwanderer, die im Zuge des Goldrausches nach Oroville kamen. Die Tempelanlage umfasst mehrere Schreine, darunter den „Chan Room“ für konfuzianische Zeremonien und den „Liet Sheng Kong“ zur Verehrung daoistischer Gottheiten. Heute ist der Tempel ein Museum, das traditionelle chinesische Kunst, Kleidung und religiöse Artefakte zeigt. In Chico steht das Stansbury House, das als eines der am besten erhaltenen viktorianischen Häuser Nordkaliforniens gilt. Es wurde 1883 im Italianate-Stil erbaut und war das Zuhause des Arztes Oscar Stansbury und seiner Familie. Das Haus ist weitgehend im Originalzustand erhalten, einschließlich Möbeln, Dekorationen und persönlicher Gegenstände der Familie. Bidwell Mansion, das ehemalige Wohnhaus von John Bidwell, dem Gründer von Chico, und seiner Frau Annie, brannte im Dezember 2024 ab. Bis dahin war das historische Gebäude das zentrale Wahrzeichen der Stadt und wurde als Museum genutzt. Die zwischen Chico und Paradise über den Butte Creek führende Honey Run Covered Bridge wurde 2018 durch das Camp Fire zerstört. Sie war die einzige erhaltene dreifeldrige überdachte Holzbrücke mit einem Pratt-Trägersystem in den Vereinigten Staaten und wurde zwischen 2021 und 2025 originalgetreu wiederaufgebaut.

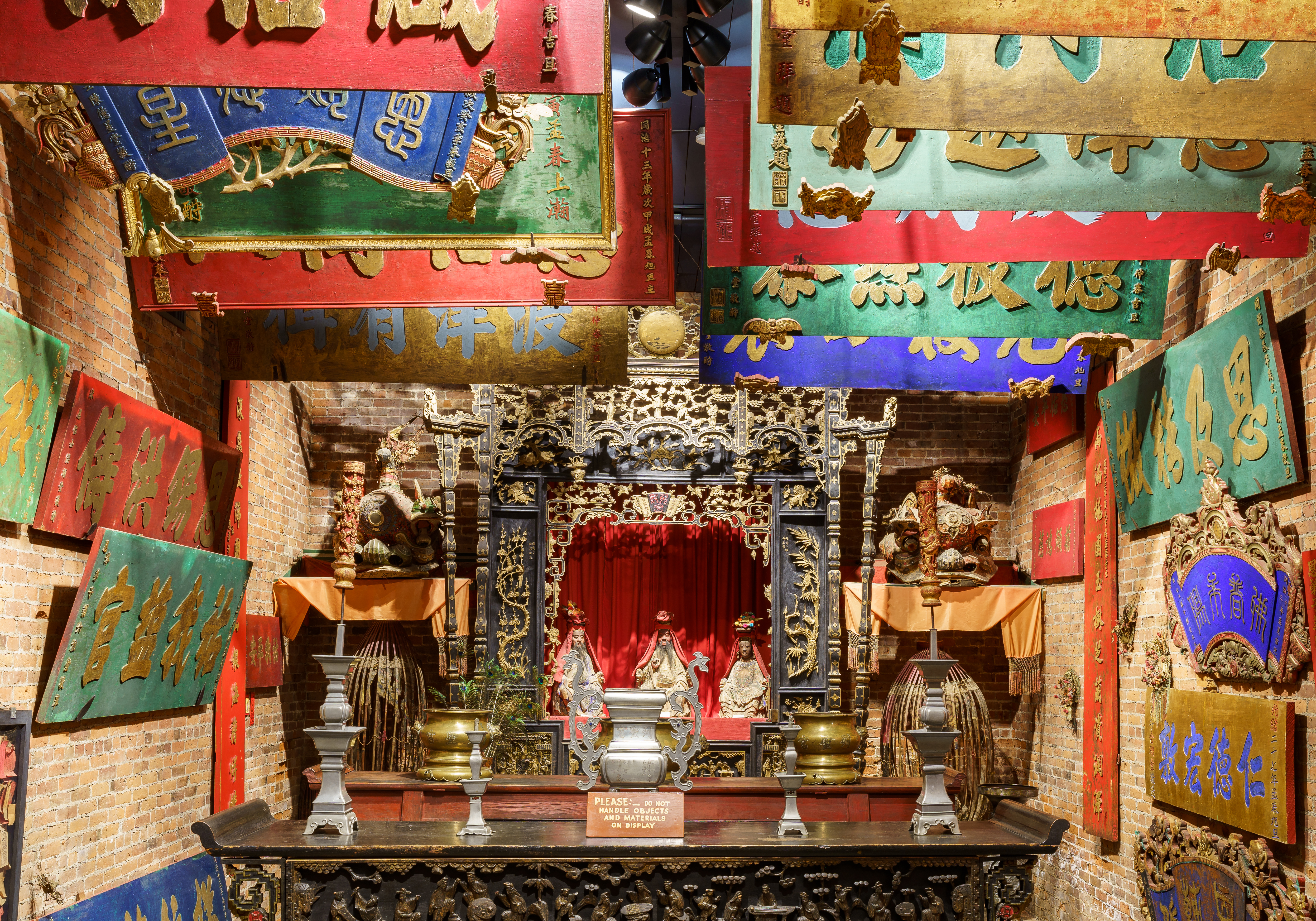
Der „Liet Sheng Kong“ des Oroville Chinese Temple dient der Verehrung daoistischer Gottheiten
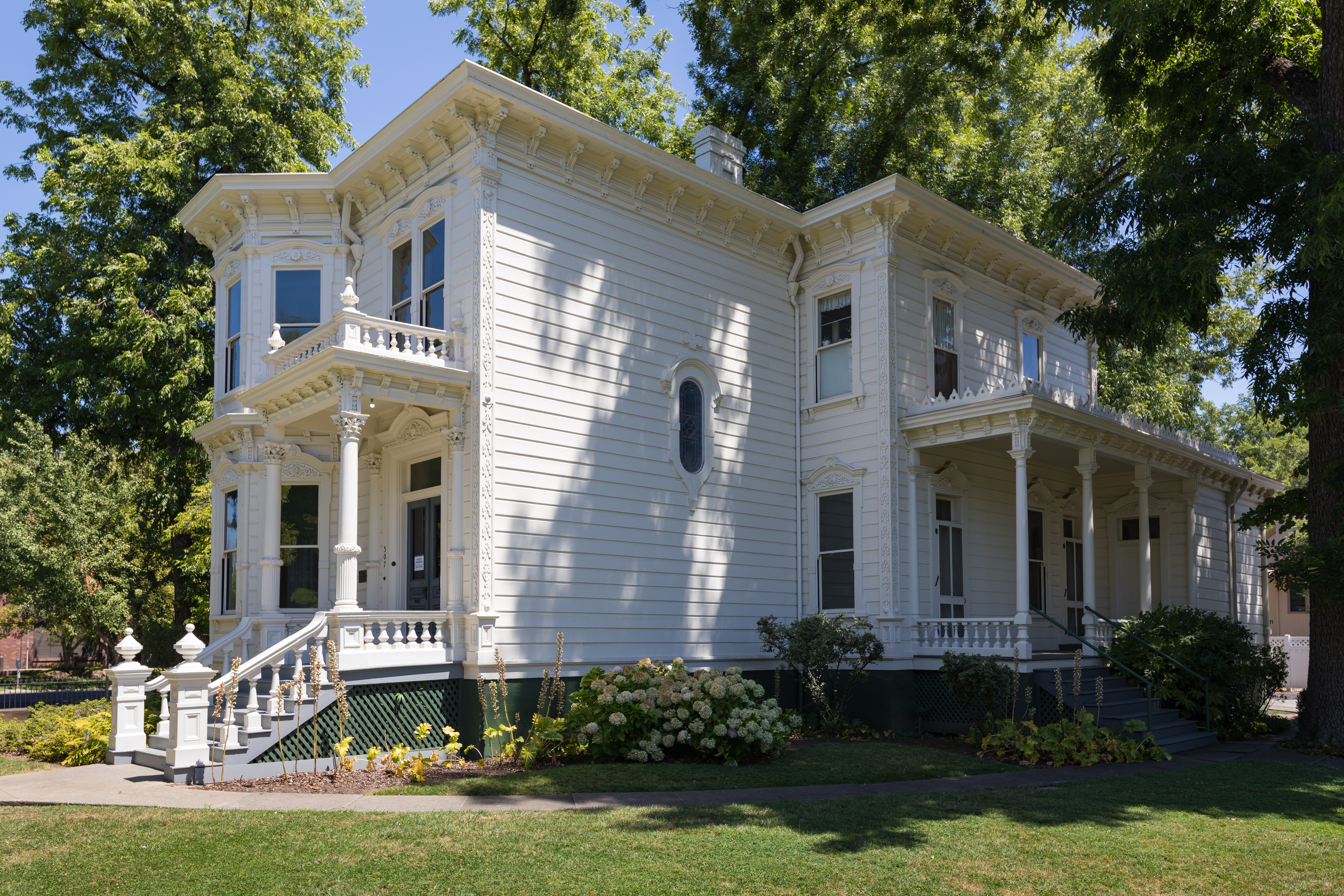
Das Wohnhaus des Arztes Oscar Stansbury und seiner Familie gibt einen Einblick in das Leben um die Wende zum 20. Jahrhundert
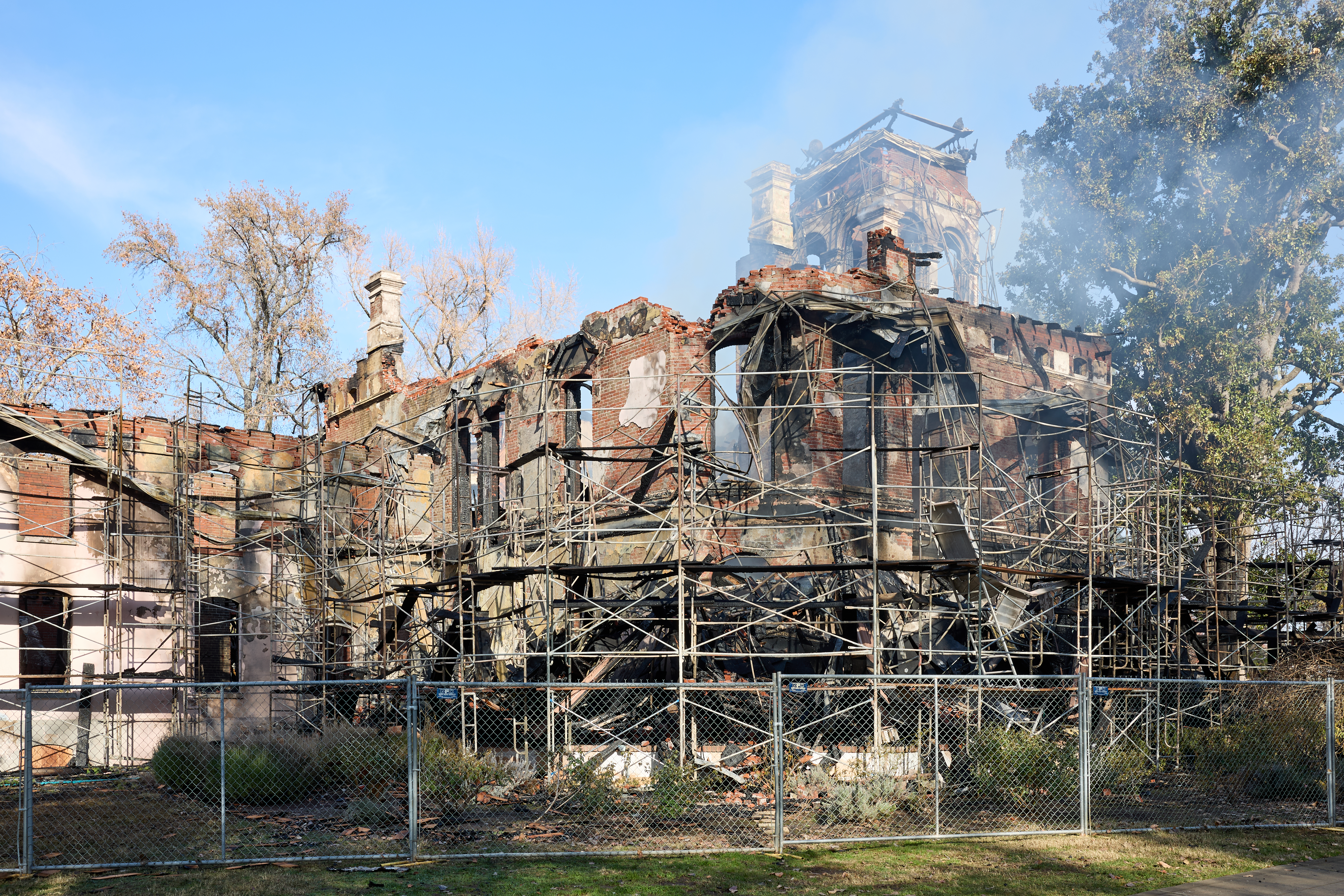
Das Bidwell Mansion am 11. Dezember 2024, dem Tag seiner Zerstörung durch Brandstiftung
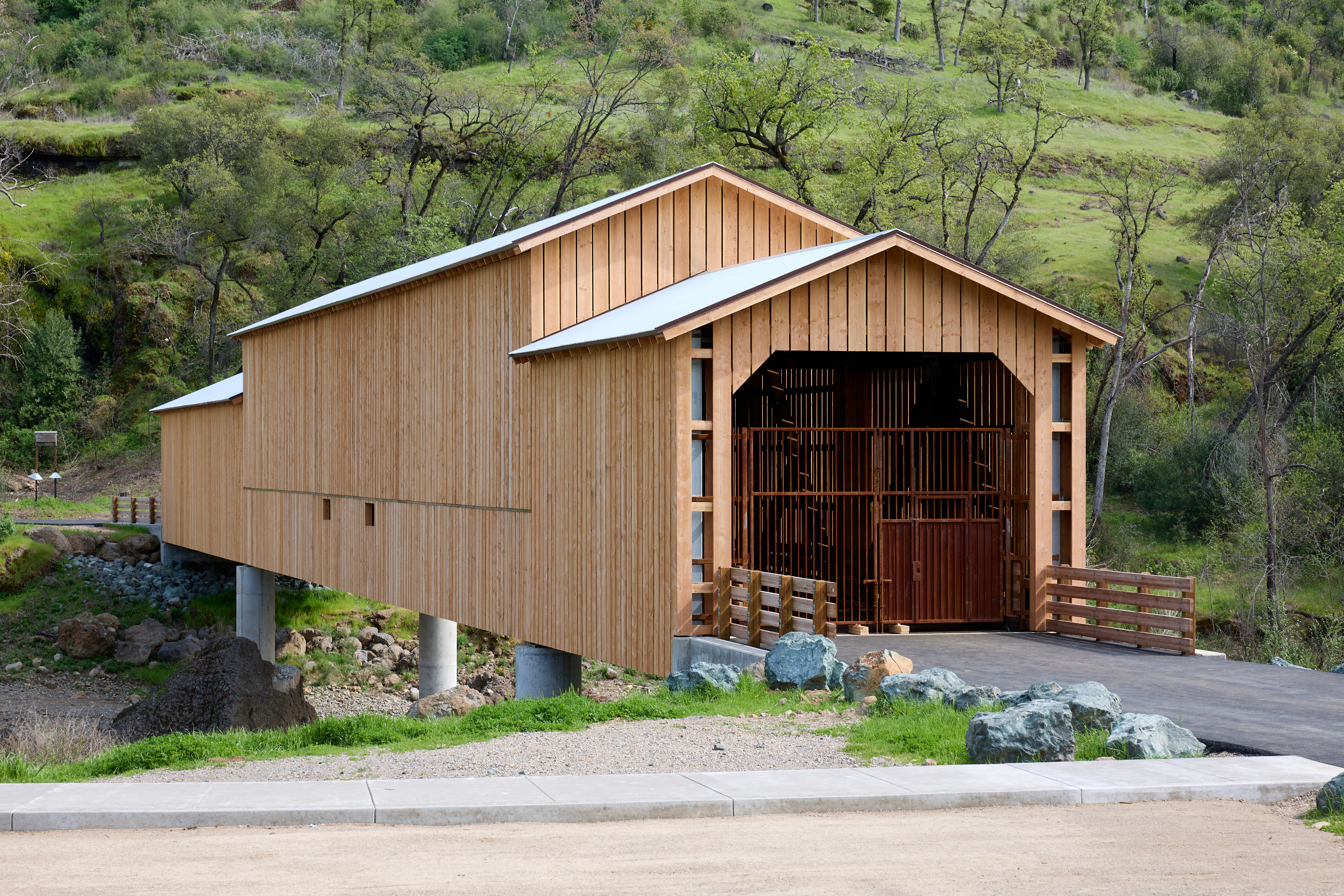
Die rekonstruierte Honey Run Covered Bridge im März 2025

### Sport und Erholung

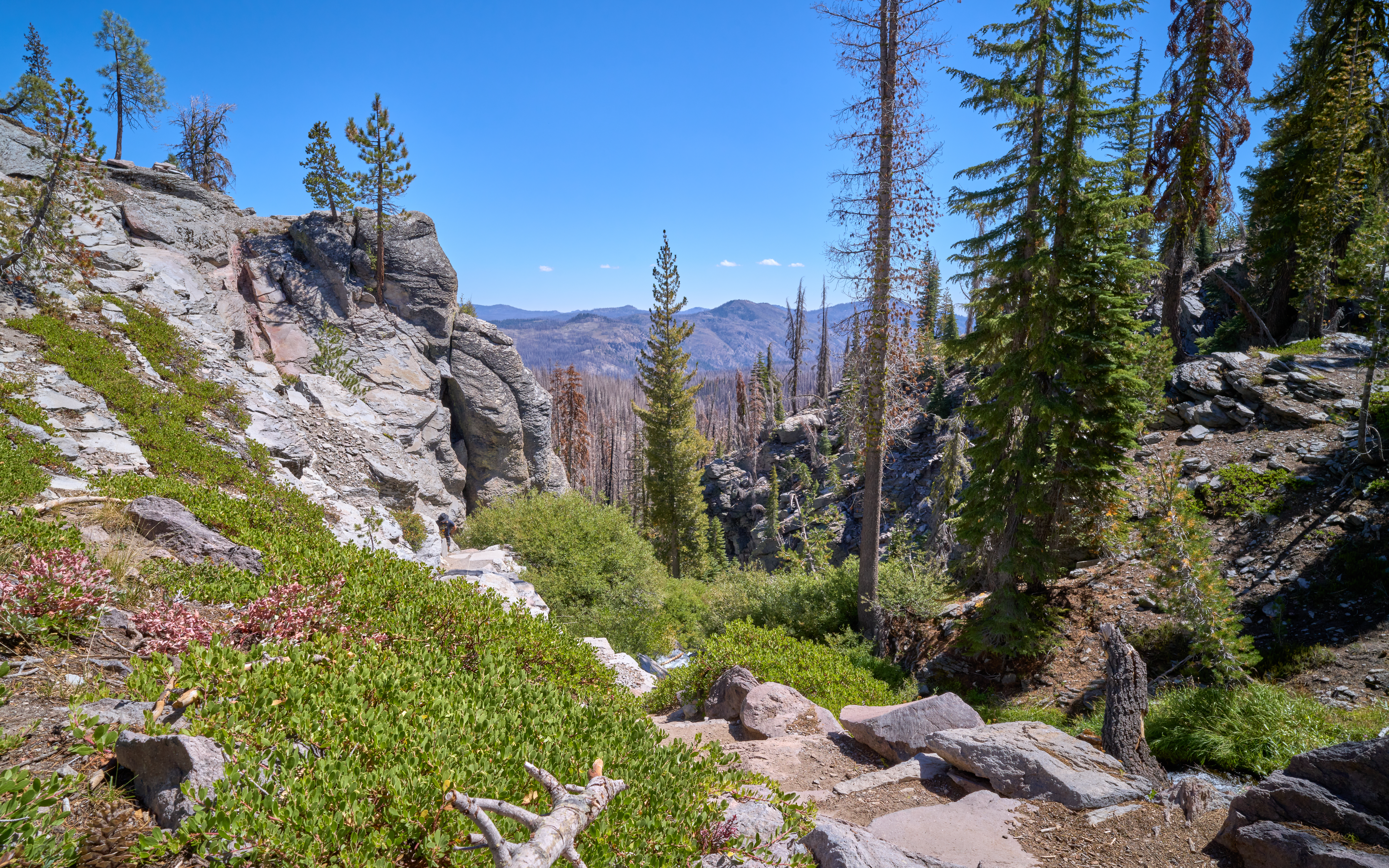
Wanderweg Kings Creek Falls Trail im Lassen-Volcanic-Nationalpark

Butte Countys Lage am Fuße der Sierra Nevada ermöglicht ganzjährig Outdoor-Aktivitäten in den Bergen. Im Winter sind die Skigebiete Heavenly Mountain, Northstar California, Palisades Tahoe und Sugar Bowl in der Nähe des Lake Tahoe beliebt, die innerhalb weniger Stunden erreichbar sind und eine große Auswahl an Pisten bieten. Die Seen Lake Tahoe, Donner Lake und Lake Almanor stehen für Wassersportler und Angler zur Verfügung. Im Sommer können von Butte County aus der Lassen-Volcanic-Nationalpark und der Fernwanderweg Pacific Crest Trail in weniger als zwei Stunden Autofahrt erreicht werden.
Im County selber ist der in Chico gelegene Bidwell Park hervorzuheben, mit  rund 1.500 Hektar einer der größten städtischen Parks in den USA. Er teilt sich in den flacheren Lower Park mit Spazier- und Radwegen sowie Picknick- und Spielplätzen und den naturbelassenen Upper Park mit tiefen Canyons und Lavagesteinsformationen, der zugleich Naturschutzgebiet mit einer großen Vielfalt an Pflanzen und Tieren ist. Der Upper Park bietet weite Ausblicke auf das Sacramento Valley und zahlreiche Möglichkeiten zum Schwimmen und Picknicken entlang des Big Chico Creek; er ist ein beliebtes Ziel für Wanderer, Mountainbiker und Reiter.
Im Frühjahr zieht es viele Menschen zur Blüte der Wildblumen auf den Table Mountain nördlich von Oroville. Seine Basalt-Plateau-Landschaft entstand durch Lavaströme und ist durch offene Wiesen, kleine Schluchten und saisonale Wasserfälle wie die „Phantom Falls“ geprägt. Der Sacramento River, der Feather River und der Stausee Lake Oroville bieten im Sommer Möglichkeiten zum Boot- und Wasserskifahren, Schwimmen und Angeln.

### Regelmäßige Veranstaltungen
Das größte Radsportereignis im Butte County ist das vom Chico Velo Cycling Club organisierte Chico Wildflower Century, das in jedem Frühjahr Hunderte bis Tausende Radfahrer aus der ganzen Region und darüber hinaus anzieht. Der Name „Century“ bezieht sich auf die traditionelle Strecke von 100 Meilen (rund 160 Kilometer), aber es gibt unterschiedliche Distanzen für verschiedene Leistungsniveaus. Der Begriff „Wildflower“ im Namen verweist auf die Zeit der Frühlingsblüte, wenn entlang der Strecke zahlreiche Wildblumen zu sehen sind, insbesondere in der Gegend um den Table Mountain.
Jedes Jahr am Memorial-Day-Wochenende findet in Chico die Silver Dollar Fair statt, eine Mischung aus Landwirtschaftsausstellung, Vergnügungspark und Volksfest. Es gibt Viehschauen, bei denen Kinder und Jugendliche aus lokalen 4-H-Programmen ihre selbst aufgezogenen Tiere präsentieren, Karussells, Fahrgeschäfte und Spiele sowie typisches amerikanisches Jahrmarktsessen wie Corn Dogs, Funnel Cake und Zuckerwatte.
In Oroville findet jeden September das Oroville Salmon Festival statt, das die Rückkehr der Lachse in den Feather River feiert. Das Festival wurde ins Leben gerufen, um die Bedeutung des Lachses für die Region und das Ökosystem des Feather River zu würdigen. In der Fischbrutanstalt „Feather River Fish Hatchery“ können Besucher durch große Sichtfenster den wandernden Lachsen beim Schwimmen und Laichen zusehen und sich über die Aufzuchtprogramme informieren
.
Seit 1880 finden im Herbst in Paradise die Johnny Appleseed Days statt. Sie gelten als das älteste kontinuierlich gefeierte Erntefest Kaliforniens. Das Fest ehrt die Figur von Johnny Appleseed, mit bürgerlichem Namen John Chapman, einer bekannten Figur der amerikanischen Folklore. Er reiste im frühen 19. Jahrhundert durch die amerikanischen Grenzgebiete und pflanzte Apfelbäume, weshalb er als Symbol für nachhaltige Landwirtschaft und Pioniergeist gilt.

## Wirtschaft und Infrastruktur

### Landwirtschaft
Die Landwirtschaft ist einer der wichtigsten Wirtschaftszweige in Butte County. Die Region ist vor allem für ihren Reisanbau sowie die Produktion von Walnüssen und Mandeln bekannt.

#### Reisanbau

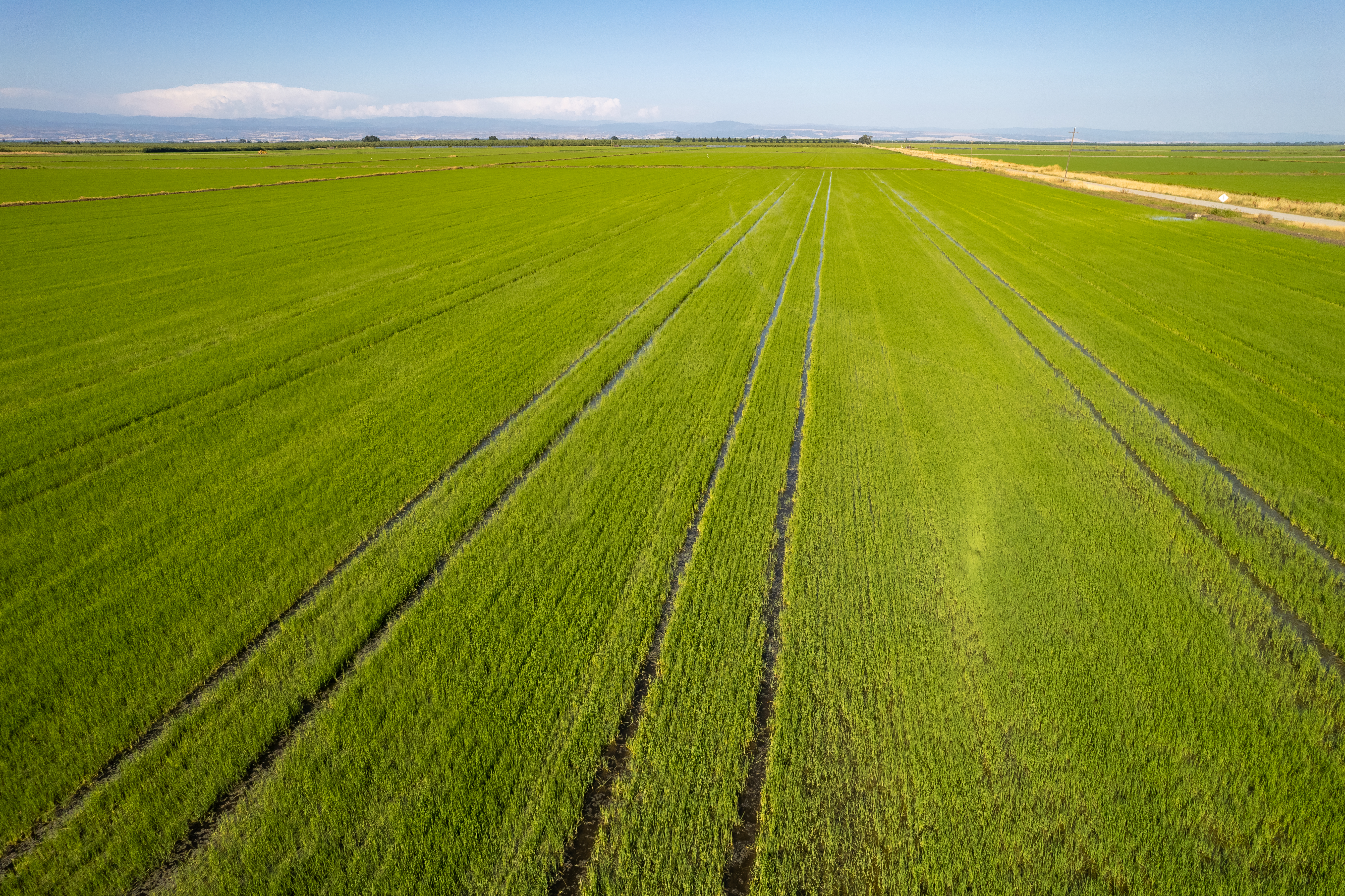
Reisfelder entlang der Grainland Road südwestlich von Chico

Rund 95 % der Reisproduktion in Kalifornien finden im Sacramento Valley statt. Butte County, wo Reis erstmals im Jahr 1912 angebaut wurde, ist die Ursprungsregion des Reisanbaus im Bundesstaat. Dieser konzentriert sich um die Orte Biggs, Gridley, Nelson und Richvale. Heute ist Butte County gemeinsam mit den benachbarten Countys Colusa, Glenn und Sutter führend in der Reisproduktion in Kalifornien. Dies liegt an der reichlichen Verfügbarkeit von Wasser aus dem Sacramento River und dessen Nebenflüssen, die die fruchtbare Ebene des oberen kalifornischen Längstals für den Anbau von wasserintensiven Kulturen prädestinieren. Angebaut wird Mittelkornreis wie die Sorte „Calrose“, die sich wegen ihrer leicht klebrigen Konsistenz gut als Sushireis eignet. Butte County und die umliegenden Countys sind die Hauptproduzenten von Mittelkornreis und liefern – außer in Dürrejahren – zwischen 70 und 77 Prozent der gesamten Ernte in den Vereinigten Staaten.
Laut dem Butte County Agricultural Crop Report für die fünf Jahre von 2019 bis 2023 betrug die für den Reisanbau in Butte County genutzte Fläche im Durchschnitt 36.437 Hektar (90.039 Acres). Der durchschnittliche jährliche Gesamtertrag belief sich im selben Zeitraum auf 392.663 Tonnen, was einem durchschnittlichen Wert von rund 198 Millionen US-Dollar pro Jahr entsprach.

#### Walnussanbau

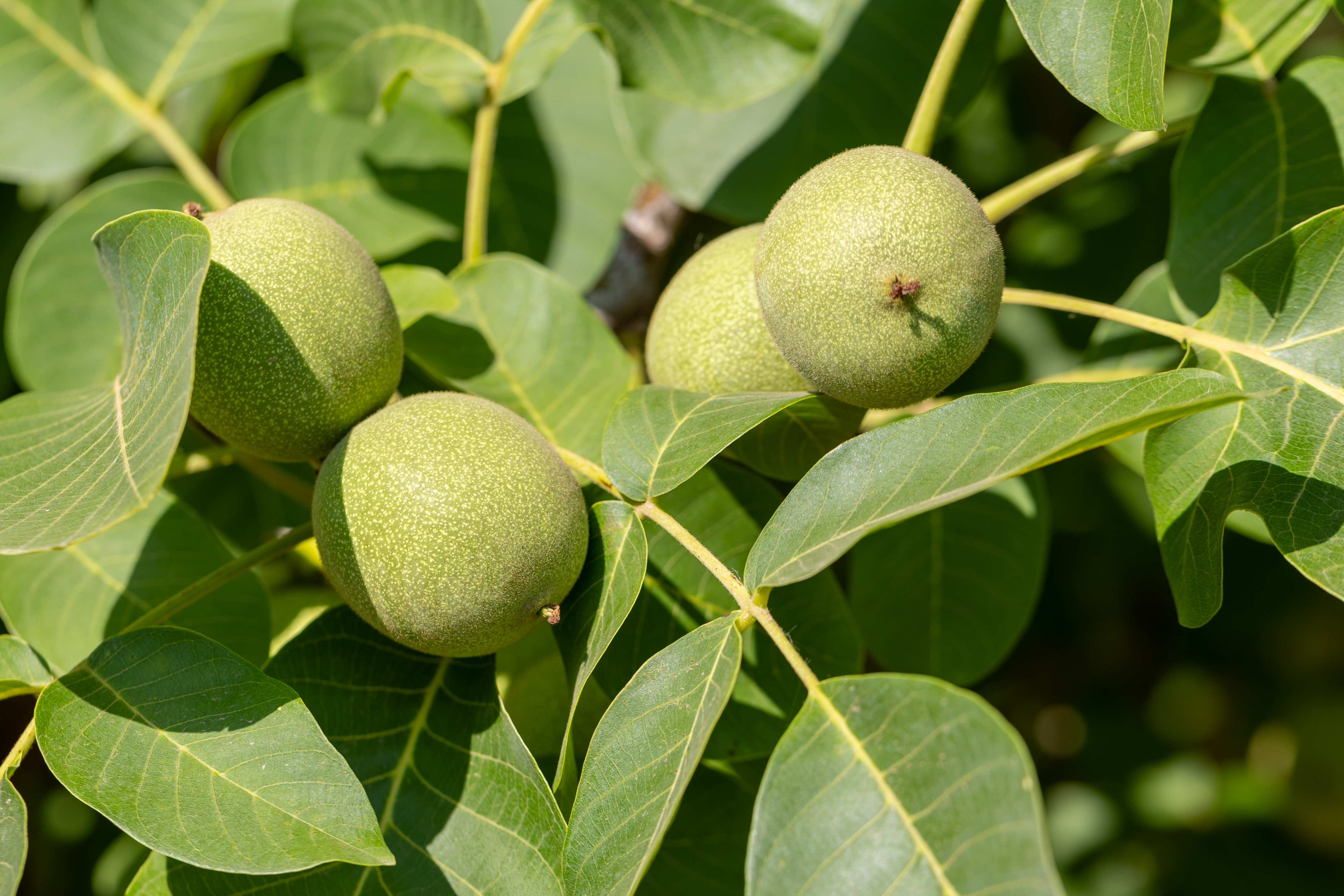
Unreife Früchte an einem Walnussbaum unweit von Durham

99 % aller in den Vereinigten Staaten produzierten Walnüsse werden im kalifornischen Längstal angebaut, wobei die „Chandler Walnut“ die wichtigste Sorte ist. Butte County gehört neben San Joaquin County, Stanislaus County, Tulare County und Sutter County zu der Anbauregion, die mehr als die Hälfte der Anbaufläche für Walnüsse in Kalifornien auf sich vereint. Rund ein Drittel der Walnüsse aus Kalifornien wird in andere Länder exportiert, wobei kalifornische Walnüsse drei Viertel des weltweiten Handels ausmachen.
Die mit produzierenden Walnussbäumen in Butte County bepflanzte Fläche betrug zwischen 2019 und 2023 im Durchschnitt 21.942 Hektar (54.219 Acres). Der durchschnittliche jährliche Gesamtertrag belief sich im selben Zeitraum auf 104.120 Tonnen, was einem durchschnittlichen Wert von rund 126 Millionen US-Dollar entsprach.

#### Mandelanbau

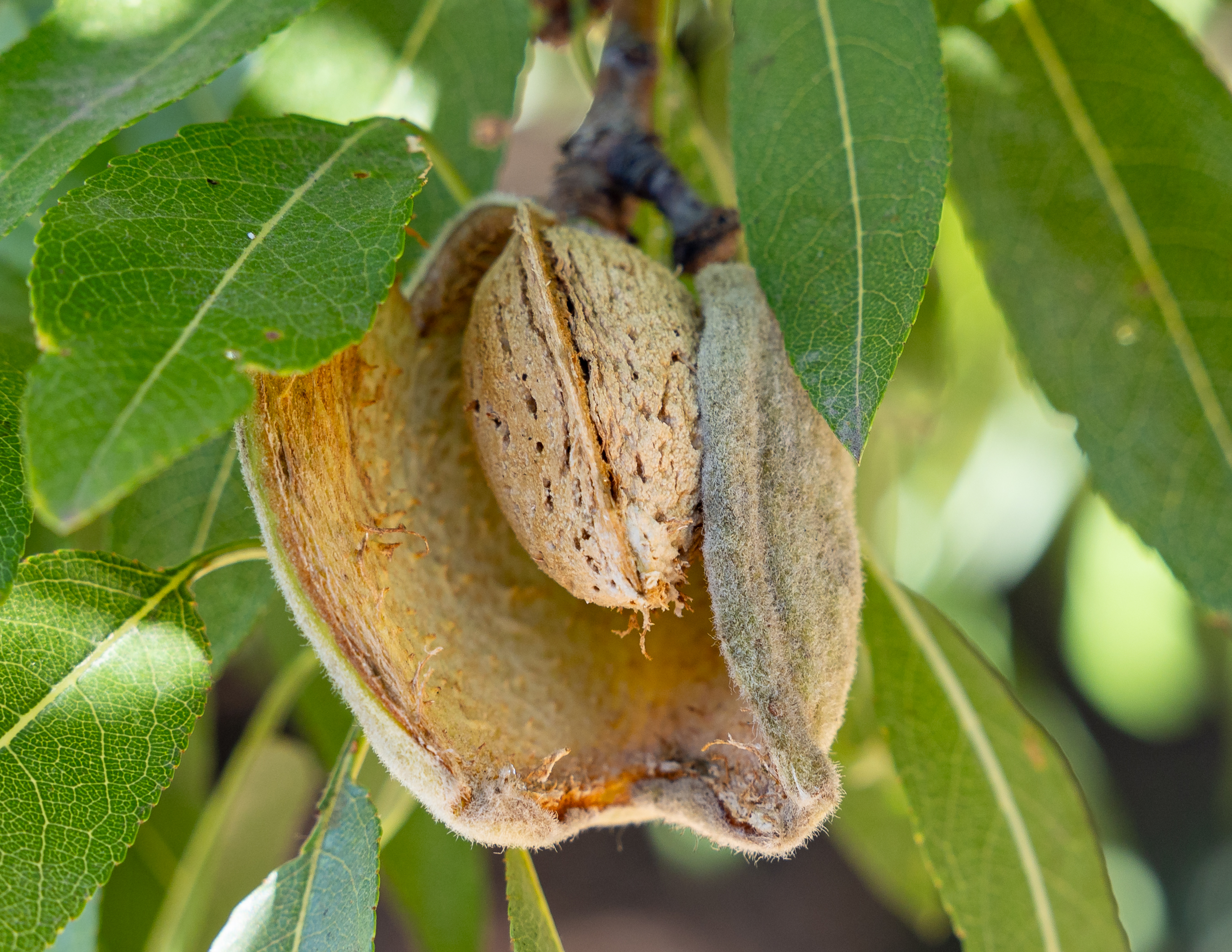
Reife Mandel an einem Baum entlang der Glenwood Avenue in West Chico

Begünstigt durch sein mediterranes Klima liefert Kalifornien etwa 80 % der weltweiten Mandelproduktion. Innerhalb der USA ist Kalifornien der einzige Bundesstaat mit kommerzieller Mandelproduktion und deckt somit 100 % des heimischen Marktes ab. Insgesamt werden 30 verschiedene Mandelsorten angebaut, wobei zehn Sorten etwa 70 % der Gesamternte ausmachen. Gemeinsam mit den Countys Glenn, Colusa und San Joaquin lag Butte County im Jahr 2020 in Bezug auf den Gesamtertrag im Mittelfeld der mandelanbauenden Countys, wobei in den weiter südlich liegenden Countys von Kalifornien höhere Erträge erzielt werden.
Die mit produzierenden Mandelbäumen in Butte County bepflanzte Fläche betrug zwischen 2019 und 2023 im Durchschnitt 15.102 Hektar (37.319 Acres). Der durchschnittliche jährliche Gesamtertrag belief sich im selben Zeitraum auf 33.732 Tonnen, was einem durchschnittlichen Wert von rund 118 Millionen US-Dollar entsprach.

### Energie
Butte County bezieht den überwiegenden Anteil seiner Elektrizität von der Pacific Gas and Electric Company (PG&E), dem größten Energieversorger der Vereinigten Staaten mit Firmensitz in San Francisco. Nur die beiden im südwestlichen Zipfel des Countys gelegenen Kleinstädte Biggs und Gridley betreiben ihre eigenen kommunalen Elektrizitätswerke.
Pacific Gas and Electric macht keine Angaben darüber, wie hoch der Anteil erneuerbarer Energie an der für Butte County bereitgestellten Elektrizität ist. Die California Energy Commission (CEC), Kaliforniens Behörde für Energiepolitik und -planung, gibt jedoch an, aus welchen Quellen sich die im Butte County selbst erzeugte erneuerbare Energie speist: Von insgesamt 194 Gigawattstunden im Jahr 2022 stammten 85 % aus kleineren Wasserkraftwerken mit einer Kapazität von weniger als 30 Megawatt (nur Wasserkraftwerke mit einer Leistung von 30 Megawatt oder weniger gelten laut CEC in Kalifornien als erneuerbare Energiequellen). Darüber hinaus liegt mit dem Kavernenkraftwerk „Edward Hyatt Powerplant“ am Oroville Dam eines der größten Wasserkraftwerke Nordkaliforniens in Butte County. Dieses erzeugt durchschnittlich 2.200 Gigawattstunden Strom pro Jahr. Entlang des Feather River, der auch den Stausee in Oroville speist, liegen zudem – im Rahmen des Upper North Fork Feather River Project – eine Reihe von Staudämmen, Speicherseen und Wasserkraftwerken, die wegen ihrer gestaffelten Anordnung auch als „Stairway of Power“ bezeichnet werden. Mit Ausnahme des in Butte County gelegenen Abschlagsbauwerks Poe Dam befinden sich diese jedoch in Plumas County und Lassen County in den Bergen der Sierra Nevada.

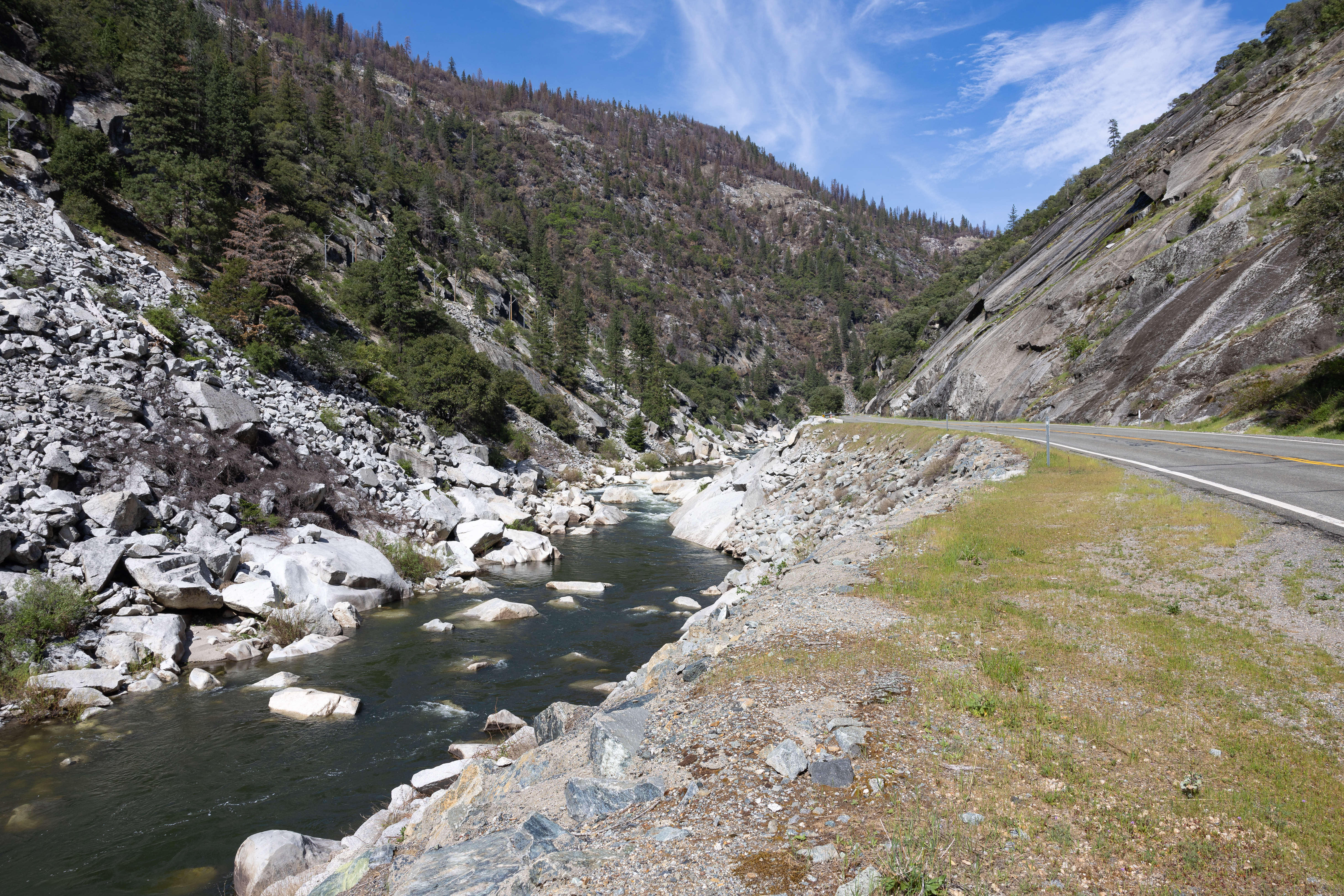
Der Feather River speist, aus der Sierra Nevada kommend, Lake Oroville, einen der größten Stauseen in Nordkalifornien
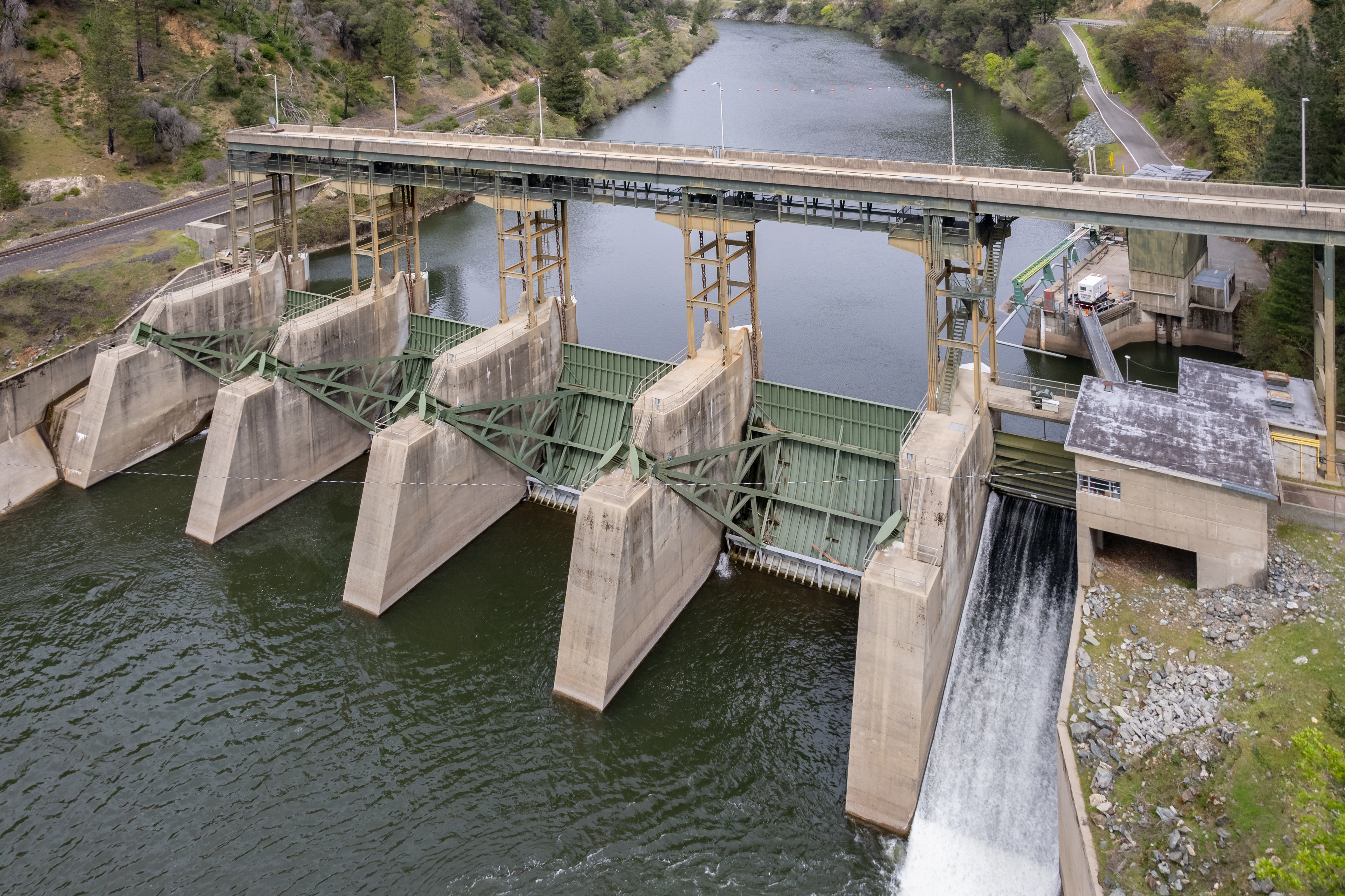
Der in Butte County gelegene Staudamm „Poe Dam“ (hier in einer Aufnahme aus dem März 2022) ist Teil des „Stairway of Power“ am Feather River
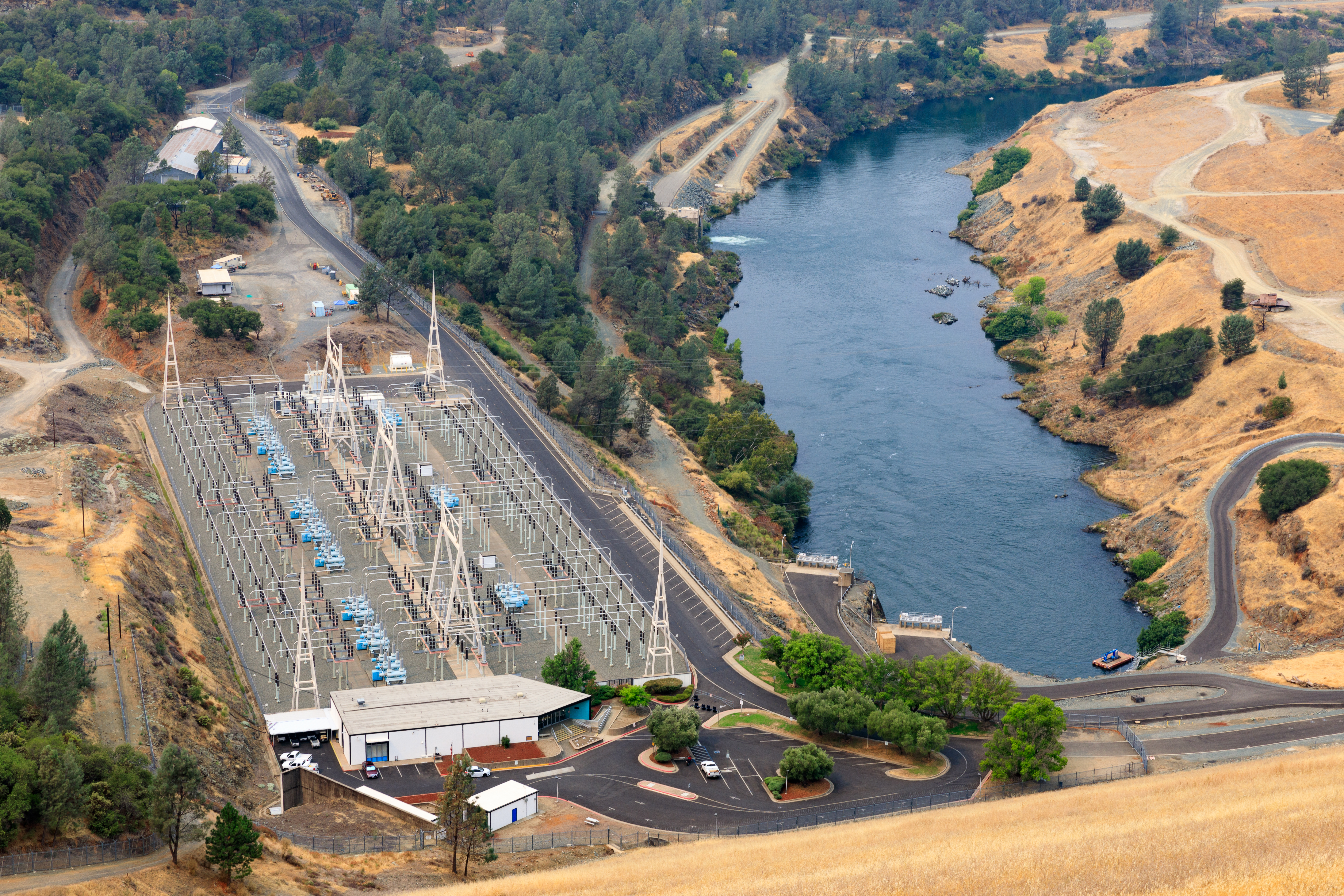
Das nach dem Ingenieur Edward Hyatt benannte Wasserkraftwerk am Oroville-Stausee während seiner durch die Dürre in Kalifornien erzwungenen Abschaltung im August 2021

Die von PG&E betriebene Infrastruktur im Feather River Canyon hat in jüngerer Vergangenheit bereits zwei Mal verheerende Waldbrände verursacht. Sowohl beim Camp Fire des Jahres 2018 als auch beim Dixie Fire des Jahres 2021 trugen oberirdische Stromleitungen maßgeblich zum Ausbruch der Feuer bei. Deshalb arbeitet PG&E seit 2021 am Übergang von Freileitungen zu unterirdischen Stromleitungen, insbesondere in Gebieten mit erhöhtem Waldbrandrisiko. Gleichzeitig schaltet der Stromversorger seit 2019 an Tagen mit erhöhtem Waldbrandrisiko den Strom für ausgewählte Kunden in Butte County vorsorglich ab („Public Safety Power Shutoffs“). Die Tageszeitung San Francisco Chronicle wies in diesem Zusammenhang auf die negativen Folgen für Menschen hin, die auf Elektrizität für ihre zu Hause betriebenen medizinischen Geräte angewiesen sind.

### Verkehr

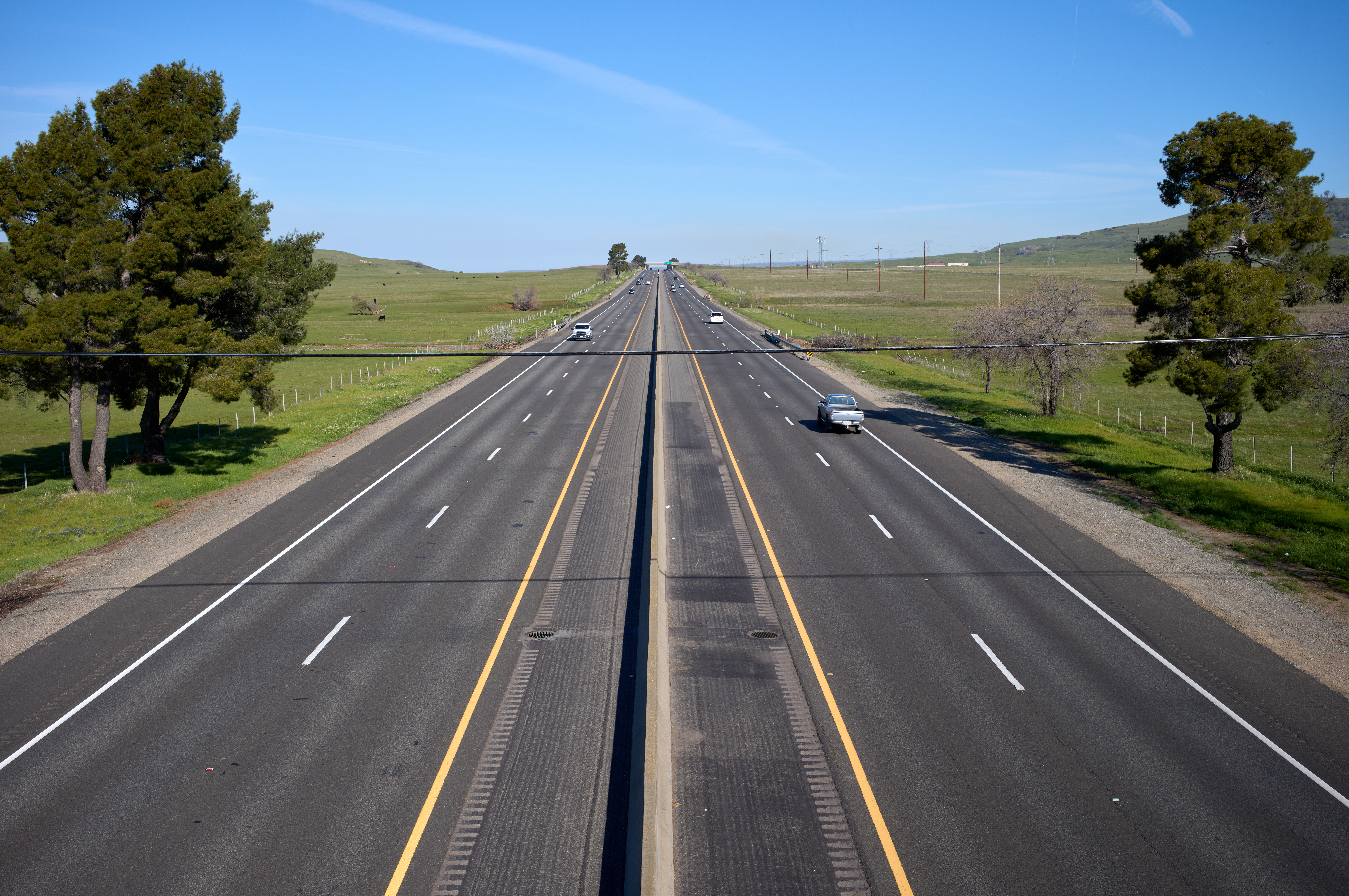
Blick auf Highway 70 nordwestlich von Oroville

Butte County wird von einer Reihe größerer Straßen durchzogen. Aus südlicher Richtung, von Kaliforniens Hauptstadt Sacramento aus, führen der Highway 99 und der Highway 70 nach Butte County. Der Highway 70 führt an Oroville vorbei und verläuft dann in nordöstlicher Richtung in die Berge der Sierra Nevada. Im Gegensatz dazu schwenkt der Highway 99 etwa auf der Höhe von Butte Valley nach Nordwesten, durchquert Chico und endet schließlich in Red Bluff. Von Westen aus und damit von der Interstate 5 führt der Highway 32 über den Sacramento River, durch Chico und schließlich in nordöstlicher Richtung in die Sierra Nevada bis zum Plumas County. Darüber hinaus verbindet der kurze Highway 191 Paradise mit dem Highway 70 bei Oroville und der Highway 162 die Reisanbaugebiete um Richvale mit Oroville, bevor er nordöstlich vom Lake Oroville in den Ausläufern der Sierra Nevada endet. Der Abschnitt des Highway 70, der durch den malerischen Feather River Canyon verläuft, ist als „Feather River Scenic Byway“ bekannt und zeichnet sich durch seine landschaftliche Schönheit aus. Oroville und die umliegenden Gebiete sind regelmäßig von Straßensperrungen aufgrund von Überschwemmungen durch Starkregen im Zuge von atmosphärischen Flüssen betroffen, insbesondere in der Nähe des Oroville Dam und entlang des Feather River.

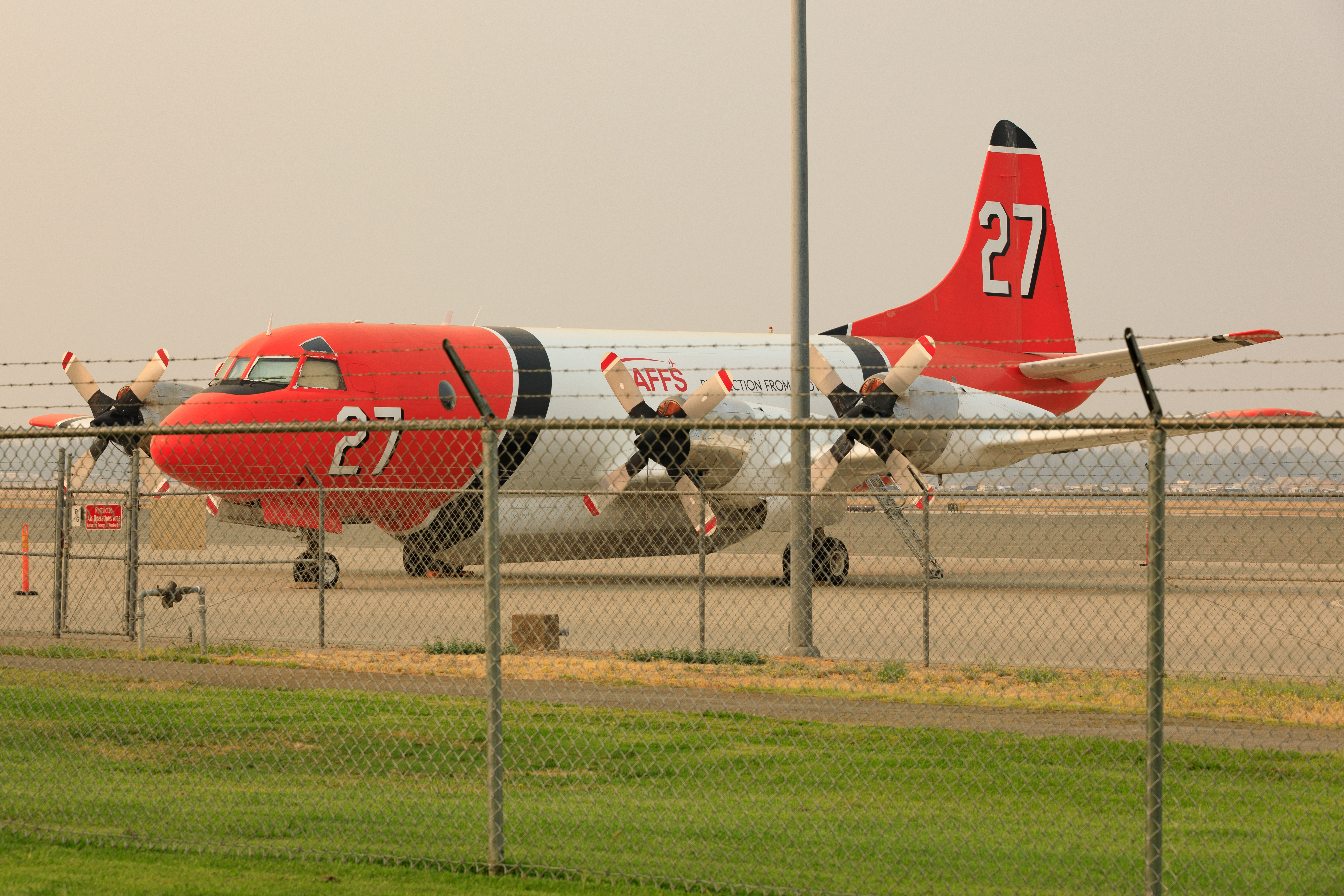
Insbesondere bei Waldbränden spielt der Chico Regional Airport eine wichtige Rolle. Hier ein Löschflugzeug während des Dixie Fire im Jahr 2021.

Butte County verfügt über mehrere Flughäfen, darunter der Chico Regional Airport (KCIC), der Oroville Municipal Airport (KOVE) und kleinere Flughäfen wie der Paradise Skypark Airport (CA92), der Ranchaero Airport (O23) und der Richvale Airport, die entweder für kleine Privatmaschinen oder für die Agrarfliegerei, etwa das Ausbringen von Pflanzenschutzmitteln, genutzt werden. Die Flughäfen in Butte County bieten keine kommerziellen Passagierflüge an, so dass Flugreisende häufig den Flughafen Sacramento (SMF) nutzen. Der Chico Regional Airport verfügt seit der Einstellung des Linienflugverkehrs durch SkyWest Airlines nach San Francisco im Dezember 2014 über keinen planmäßigen kommerziellen Service mehr. Lokale Behörden und die Flughafenkommission der Stadt Chico arbeiten jedoch daran, den kommerziellen Flugverkehr am Chico Regional Airport wieder aufzunehmen.
Die Geschichte der Eisenbahnen in Butte County reicht bis in die frühen 1870er Jahre zurück. Die ersten Schienenverbindungen erreichten Chico 1870 und Oroville 1871. Diese Strecken waren Teil der Expansion der Central Pacific Railroad, die Kalifornien mit Oregon verband und wesentlich zum wirtschaftlichen Wachstum beitrug. Heute ist Chico über den Amtrak-Fernzug „Coast Starlight“, eine Nord-Süd-Verbindung zwischen Seattle und Los Angeles, an das nationale Streckennetz für den Personenfernverkehr angeschlossen. Oroville wird von der Feather River Route durchquert, einer historischen Eisenbahnstrecke, die ursprünglich zwischen 1906 und 1909 von der Western Pacific Railroad gebaut wurde. Diese Strecke verbindet Oakland mit Salt Lake City und verläuft durch den Feather River Canyon. Heute befindet sich die Strecke im Besitz der Union Pacific Railroad und wird hauptsächlich für den Güterverkehr genutzt. Die Pulga Bridges im Zuge der Feather River Route sind ein landschaftlich reizvolles Beispiel einer Eisenbahnbrücke, die in einem tiefen Canyon von einer Straßenbrücke überquert wird, und ein beliebter Platz für Trainspotter.

### Bildung und Gesundheit

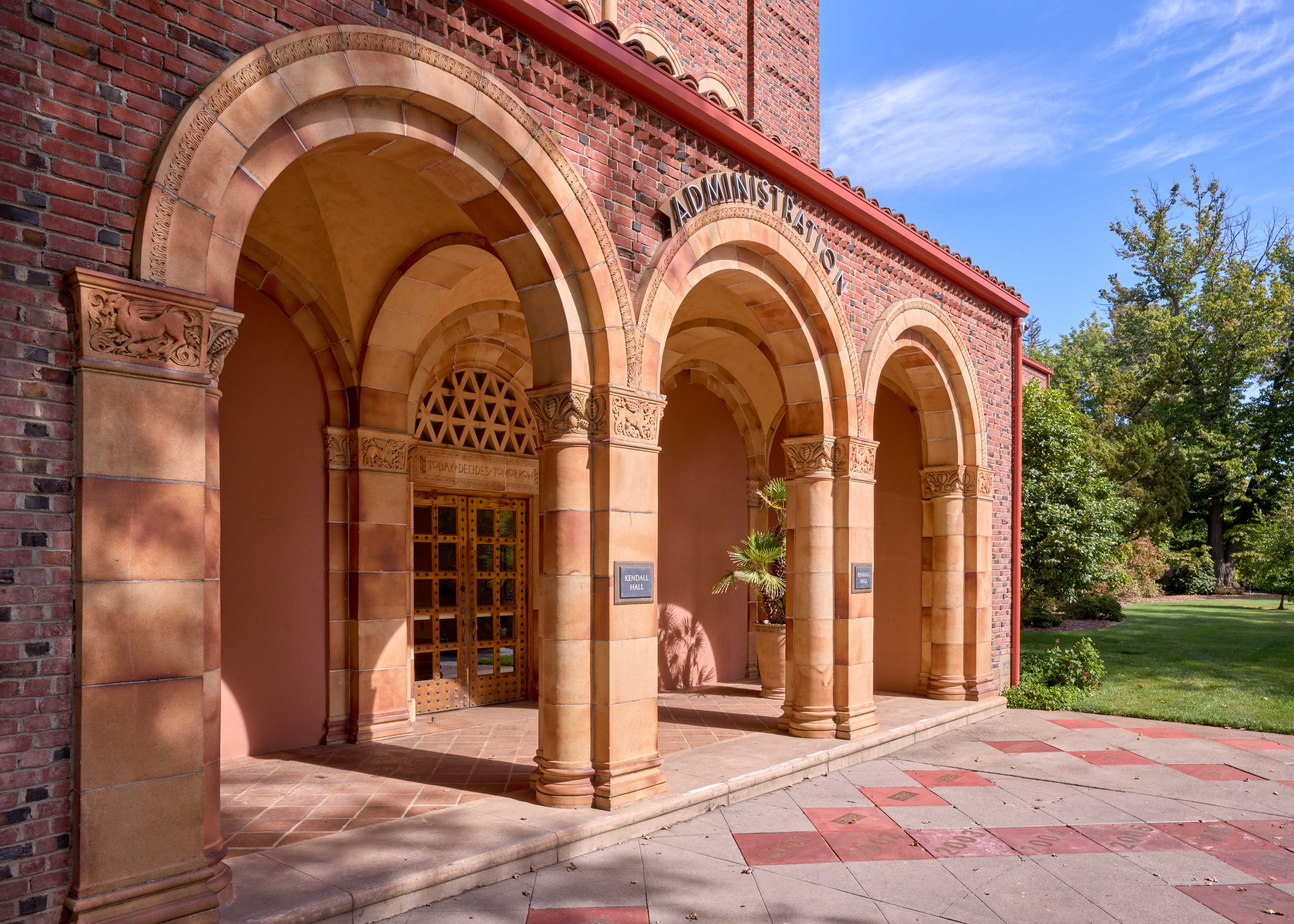
Eingangsbereich von Kendall Hall, das heute als zentrales Verwaltungsgebäude der California State University, Chico, fungiert. Über den Türen der Wahlspruch der Universität „Today decides tomorrow“.

Butte County ist Sitz zweier Bildungseinrichtungen, die gemeinsam eine wichtige Rolle in der akademischen Ausbildung, der beruflichen Qualifizierung und der regionalen Entwicklung spielen. Butte College, dessen Campus etwa auf halber Strecke zwischen Chico und Oroville liegt, ist eines von insgesamt 115 Community Colleges des California Community Colleges System. Die Zahl der Studierenden beläuft sich jährlich auf etwa 15.000, die zwischen rund 200 Studien- und Zertifikatsprogrammen wählen können (Stand: 2025). Studierende können sich am Butte College auf einen bestimmten Beruf vorbereiten, allgemeinbildende Kurse belegen oder ein Associate Degree erwerben, um an eine California State University, University of California oder eine private Universität zu wechseln. Butte College bietet eine praxisnahe Ausbildung für Berufe aus Bereichen wie Feuerwehr, Polizei oder Krankenpflege, wobei viele der Studierenden nach Abschluss ihres zumeist zweijährigen Studiums an die California State University im nahegelegenen Chico wechseln.
Die California State University, Chico (häufig kurz „Chico State“) wurde 1887 gegründet und ist damit eine der ältesten Einrichtungen im California State University System. Als einzige vierjährige öffentliche Hochschule im nördlichen Sacramento Valley spielt die Chico State eine zentrale Rolle für die akademische Ausbildung in Nordkalifornien. Viele Studierende kommen aus ländlich geprägten Countys, in denen es keine eigenen Universitäten gibt. Die Hochschule ist heute – wie auch Butte College – eine „Hispanic Serving Institution“, das heißt eine Bildungseinrichtung, bei der mindestens 25 % der Studierenden aus Familien mit einem lateinamerikanischen Migrationshintergrund stammen. Dies spiegelt die demographische Zusammensetzung des Countys wieder, das einen hohen Anteil an Menschen mit Wurzeln in Mexiko aufweist. Im Wintersemester 2024 waren an der Chico State mehr als 13.000 vollzeitäquivalente Studierende eingeschrieben, von denen knapp über 38 % zu der Gruppe „Hispanic/Latino“ gehörten. Als bedeutender wirtschaftlicher Motor der Region schafft die Universität in Chico über 1.000 Arbeitsplätze (darunter 860 Lehrkräfte) und stärkt durch die Kaufkraft der Studierenden lokale Unternehmen in Handel und Gastronomie sowie den Wohnungsmarkt.
Das auf gemeinnütziger Basis betriebene Enloe Medical Center in Chico ist die wichtigste Gesundheitseinrichtung in Butte County. Als einziges regionales Traumazentrum der zweithöchsten Stufe (engl. „Level II Trauma Center“) zwischen Kaliforniens Hauptstadt Sacramento und Redding im Norden des Bundesstaats spielt das Krankenhaus eine zentrale Rolle in der Notfallversorgung. Enloe ist einer der größten Arbeitgeber im County und bietet rund 4.000 Arbeitsplätze in Medizin, Pflege und Verwaltung (Stand 2025). Mit seiner medizinischen Infrastruktur, spezialisierten Fachabteilungen und Bildungsprogrammen für angehende Gesundheitskräfte trägt das Krankenhaus sowohl zur öffentlichen Gesundheit als auch zur wirtschaftlichen Stabilität der Region bei. Enloe kooperiert mit lokalen Bildungseinrichtungen wie dem Butte College und der California State University, Chico, bei der Ausbildung von Pflegekräften und medizinischem Fachpersonal. Seit Mai 2024 befindet sich ein neues Zentrum zur Behandlung von Krebserkrankten im Bau. Dieses Zentrum schließt eine Lücke in der onkologischen Versorgung des ländlich geprägten Nordens Kaliforniens, wo spezialisierte Einrichtungen bislang nur eingeschränkt oder mit weiten Anfahrtswegen erreichbar sind.